# Història de Letònia
La història de Letònia comença oficialment en 1920 amb la creació de la primera república de Letònia. Tanmateix, la regió acull els seus primers ocupants des de la fi de l'última era glacial.
Els pobles bàltics arriben cap al 3000 aC i cap al 800 aC; s'estructuren en diverses tribus: curonians, latgalians, selonis i semigalians
Al començament del segle xiii, els territoris que voregen el sud de la Mar Bàltic constitueixen una de les últimes contrades paganes d'Europa. Les Croades Bàltiques dutes a terme pels Germans Livonians de l'Espasa representen la conquesta i la cristianització de la regió. La ciutat de Riga és fundada el 1201 en el riu Daugava, principal via comercial entre Rússia i l'Europa occidental, consolidant així el monopoli dels marxants de la Lliga Hanseàtica. S'estableix un Estat dominat conjuntament per prínceps-bisbes i l'orde dels monjos soldats, que ocupava alhora els territori d'Estònia i de Letònia actuals, amb dues classes ben diferents: d'una banda, una minoria d'origen alemanya que constitueix l'elit política, militar, religiosa, intel·lectual i que monopolitza el comerç i la propietat predial; d'altra banda, els pagesos letons, l'estatut dels quals es degrada al llarg dels segles. Entre 1418 i 1562, la regió forma la Confederació Livònia.
Al començament del segle XVI el país, tocat per la Reforma Protestant, opta pel luteranisme. És el teatre de conflictes que l'oposen a veïns cada vegada més poderosos. Al final de les guerres en les quals intervenen Rússia, Lituània, Polònia i Suècia, aquests dos últims Estats es reparteixen el territori letó. El 1710, l'Imperi Rus, en plena expansió, el conquereix al seu torn en el transcurs de la Gran Guerra del Nord.
Al segle xviii, la noblesa predial germanòfona, a qui els dirigents russos concedeixen una gran autonomia, manté els pagesos letons en el servatge, que no és abolit més que al començament de segle xix. Una part de l'elit germanòfona s'interessa per la llengua, la cultura i la història autòctones. Els intel·lectuals prenen el relleu fent un treball de recopilació de la memòria popular i afinant la llengua, el que afavoreix l'aparició de les primeres obres en letó. Al final del segle apareixen els primers partits polítics letons, les reivindicacions dels quals es limite a una autonomia limitada i a la igualtat d'estatut amb els germanòfons. Riga esdevé el tercer centre industrial de l'Imperi rus, mentre que Liepāja es converteix en el port d'amarratge de la flota russa de la Bàltica.
La Primera Guerra Mundial devasta la regió. El 1920, la dissolució de l'Imperi rus permet a Letònia guanyar-se la seva independència després de diversos episodis militars alhora contra l'Exèrcit Roig i les tropes alemanyes. Les terres agrícoles són redistribuïdes als pagesos i s'hi estableix un règim parlamentari. Però durant la Gran depressió, amenaçat per la pujada d'un moviment populista, es transforma el 1934 en un règim semiautoritari.
En vigílies de la Segona Guerra Mundial, el Pacte Mólotov-Ribbentrop permet a la Unió Soviètica d'ocupar Estònia. El país és destrossat per l'ocupant. Les elits germanòfones s'exilien en massa per respondre a la crida de les autoritats nazis. El país és envaït a l'estiu 1941 per l'Alemanya Nazi. Els nazis exterminen la forta comunitat jueva instal·lada la regió de Riga, i fan 90.000 víctimes. Letònia és represa el 1944 per les tropes soviètiques. Una part de la població se'n va definitivament del país. Letònia, malgrat una llarga resistència clandestina, és transformada en una república socialista integrada en l'URSS. La societat letona i la seva economia són profundament transformades. Nombroses indústries són instal·lades i l'agricultura és col·lectivitzada. Hi arriba una important minoria russa.
L'esclat de la Unió soviètica el 1991 permet a Letònia de recobrar la seva independència. El nou Estat es transforma ràpidament gràcies a un fort creixement de l'economia i la posada en funcionament d'institucions polítiques i econòmiques modernes. Preocupada per conservar la seva independència de cara al seu veí rus, Letònia s'adhereix a l'OTAN i s'integra a la Unió Europea el 2004.

## Protohistòria

Les tribus bàltiques al

El territori de Letònia és alliberat dels gels de l'última glaciació cap al 14000 aC, però no és fins al 9000 aC que penetren els primers grups humans al seu territori. Cap al 5000 aC la regió és colonitzada per grups humans parlants de llengües ugrofineses que són els avantpassats dels finlandesos, estonians i livonians. Una segona onada de població d'origen indoeuropeu els succeeix cap a 3000 aC i es barreja amb les poblacions ja instal·lades o les rebutja cap al nord sense que se sàpiga si van néixer conflictes arran d'aquesta confrontació. Aquests protobàltics, que s'instal·len sobre el territori que correspon a Prússia, Lituània i Letònia viuen en principi de la pesca, de la caça i de la recol·lecció, i després s'assenten i es fan agricultors. El mode de cultura és primitiu, ja que no utilitzen eines de metall abans de la fi de l'era precristiana. Els romans coneixen indirectament aquestes regions, ja que importen l'ambre, una resina fòssil molt preuada a Roma que abunda sobre la costa del mar Bàltic i el trànsit de la qual passa per la ruta de l'ambre. Al seu llibre De origine ac situ Germanorum, l'autor romà Tàcit parla dels estis que cultiven el blat amb paciència, que excaven el mar i recullen l'ambre. Aquests estis són sense cap dubte els protobàltics.
Els protobàltics es veuen poc afectats pels grans corrents de migració que trastornen l'Europa del nord i oriental durant els primers segles després de Crist. Estaran pràcticament aïllats fins que els pobles eslaus, que han seguit el curs dels rius russos que baixen cap al nord-oest posen els fonaments dels principats russos de Polotsk, Pskov i Nóvgorod. Aquests pobles obtenen la seva subsistència del bosc i cultivant la terra. Organitzen raids amb els seus veïns bàltics, sobretot els latgalians, per capturar esclaus i obtenir tributs.
A partir del segle viii, els ocupants de l'àrea que correspon a Letònia formen cinc tribus. Els livonians, única resta de la primera onada de població, que donaran més tard el seu nom a Livònia, ocupen la costa i les valls dels rius Gauja i Dvinà Occidental. Són progressivament assimilats pels altres pobles bàltics i en l'actualitat no subsisteixen més que una dotzena de pobles livonians i algunes desenes de parlants. Els curonians s'instal·len a l'oest de Letònia, els latgalians a l'est i el nord de la Dvinà Occidental, els selonis sobre la riba esquerra de la Dvnà i els semigalians a la conca del Lielupe.
Des del començament de l'era cristiana, el territori de Letònia és una cruïlla comercial sobre la Ruta comercial dels varegs als grecs. Aquesta ruta, mencionada en les antigues cròniques, s'estén des d'Escandinàvia fins a l'Imperi Romà d'Orient i passa per Letònia, utilitzant el Dvinà Occidental per desembocar a l'Antiga Rússia. Una altra ruta comercial cèlebre és la ruta de l'ambre; la costa de la mar Bàltica és famosa pel seu ambre. Fins a l'edat mitjana, l'ambre té un major valor que l'or a certes regions.
No existia verdaderament organització política a gran escala i cal esperar al segle x per veure aparèixer concentracions de tribus, en nombre de quatre:
- Els curonians, anomenats també els vikings bàltics sobre la base del seu estil de vida més guerrer que els porta a cometre pillatges i furts, sobretot a Curlàndia
- Els latgalians (o Lettes), els més avançats al nivell sociocultural i els més nombrosos. Donaran el seu nom a Letònia
- Els selonis, coneguts per la seva agricultura
- Els semigalians, també reconeguts per l'agricultura.

## Les croades bàltiques

### Context
Les primeres fonts escrites fiables, que permeten reconstituir en part la història de la regió, apareixen al segle ix. En aquesta època, l'est del territori ocupat per les tribus letones i estonianes cau en l'àrea d'influència dels principats russos de Pskov, Plotosk i Nóvgorod : segons les cròniques russes de l'època, aquests organitzen regularment expedicions per arrabassar tributs als txuds, un terme que engloba els pobles letons, estonians, livonians, ingrians i vòtics.
Al segle xii, un moviment de migració, sorgit d'una Alemanya mitjana en fort creixement demogràfic, poblarà les costes de la Bàltica, fins llavors ocupades de manera poc abundant pels wends, una tribu eslava. Diverses ciutats són fundades a la costa, entre les quals Lübeck el 1143. El 1161 els marxants alemanys que formen part d'aquest moviment migratori funden la Lliga Hanseàtica, una xarxa d'ajuda mútua que apunta a protegir el comerç en el Mar del Nord i a la Mar Bàltica. D'ara endavant, els marxants alemanys competeixen amb els escandinaus a la ruta comercial que duu al territori rus i passa pel Daugava. Però els marxants de la Lliga Hanseàtica desitgen tranquil·litzar la riba sud-est de la Bàltica i el curs del Daugava ocupades per les poblacions paganes que no vacil·len a atacar les caravanes fins i tot quan estan protegides.
El segle xii és a Europa el període de les croades que tenen com a objectiu convertir a la fe cristiana els pobles pagans, si cal per la força de les armes. Encallades entre l'Escandinàvia catòlica i la Rússia ortodoxa, les regions que voregen la costa sud del mar Bàltic, de Prússia a Estònia, constitueixen en aquell temps les últimes comarques paganes del continent europeu. Als segles xi i xii, diverses missions de conversió havien partit vers aquestes regions, procedents d'Escandinàvia, sense aconseguir l'èxit. L'interès comercial i l'esperit de croada convergiran per posar en marxa un moviment que portarà a la colonització germànica dels països bàltics: el moviment migratori alemany xoca aviat amb les tribus paganes que viuen més a l'est a Lituània. Els cavallers del Sacre Imperi Romanogermànic, a la recerca d'una terra de croada, ja que estan marginats a Terra Santa, llançaran el seu corresponent sobre aquest últim territori pagà.

### Les croades

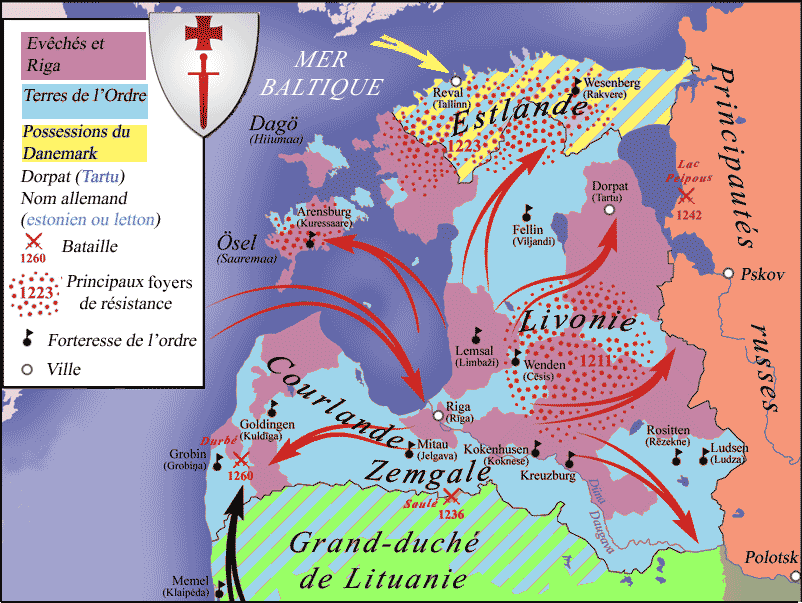
La conquesta dels territoris letó i estonià per l'orde (1202-1260)

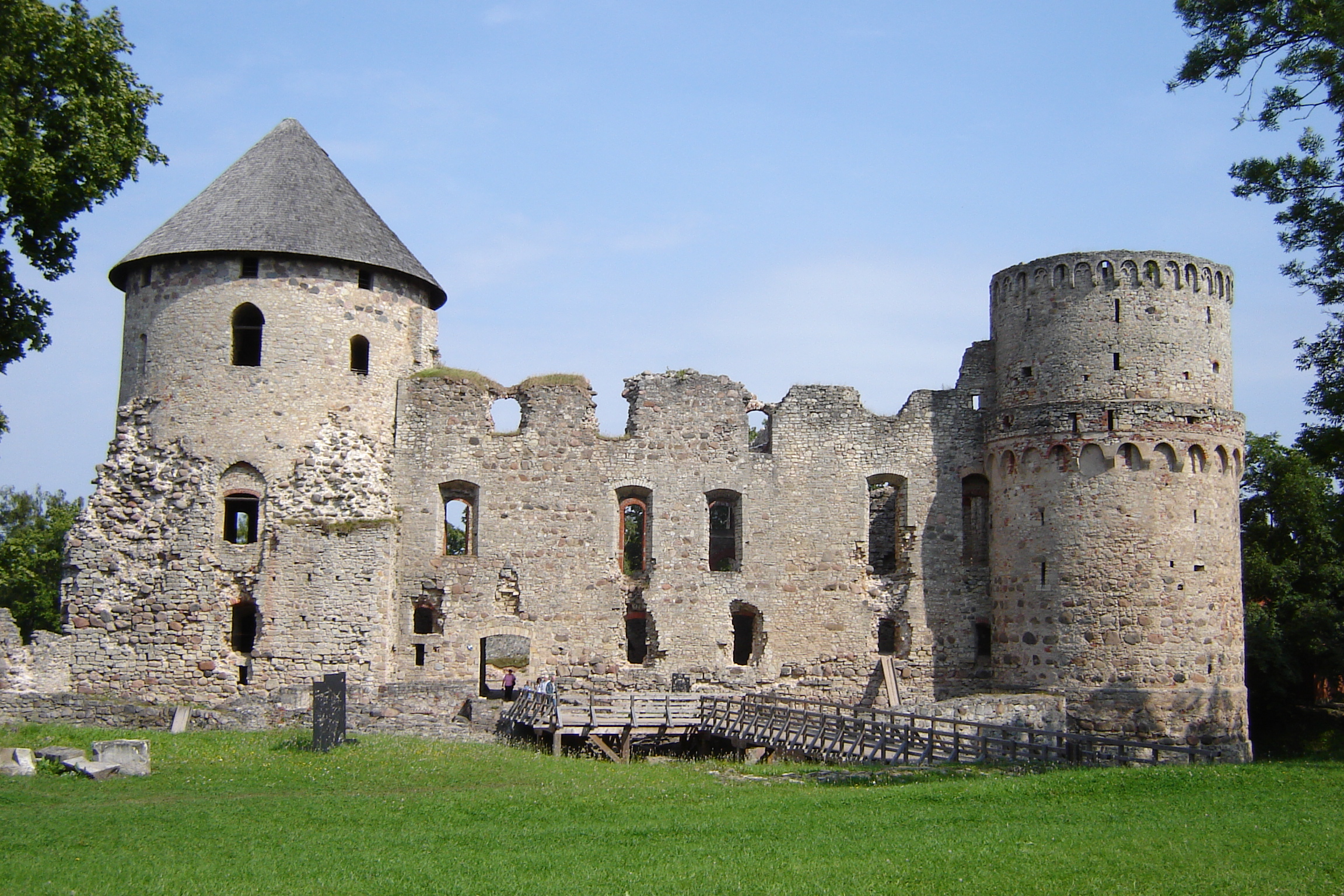
El Castell de Wenden (Cesis' en letó) seu de l'orde dels Cavallers Livonians de l'Espasa, va ser fundat el 1209

El 1186, un religiós alemany, de nom Meinhard de Holstein, crea un primer assentament, anomenat Üxhüll (avui Ikšķile a Letònia. sobre el Daugava i funda un bisbat en el territori dels livonians, un poble pagà que ocupa llavors una part de zona costanera de la Letònia actual. La regió és batejada pels invasors com a Livònia (Livland en alemany país dels livonis) encara que aquesta població no n'ocupa més que una petita part. L'empresa de conversió després d'un èxit inicial xoca aviat amb resistències, ja que els pobles bàltics estan molt lligats a les seves creences paganes: veneren roures sagrats i practiquen el culte a nombroses divinitats com ara Pērkons, Laima, Auseklis o Māra. Davant aquest fracàs, el papa Celestí III llança el 1193 la primera croada bàltica per tal d'imposar-hi el cristianisme per la força. Però Berthold de Hanover, que comanda l'expedició és mort poc després de la seva arribada a la regió el 1198. El papa Innocenci III reactiva la croada i consagra un nou bisbe al qual se li faciliten mitjans importants.
Albert von Buxhoeveden, que comanda una flota de 23 vaixells, arriba a les costes livonianes el 1200. Pren com a ostatge els fills dels caps livonians. El 1201 funda Riga, a la confluència del Daugava amb el Ridzen. Per tal de prosseguir la croada, Albert necessitava una força militar permanent (fins aleshores els croats arribaven a la primavera i se n'anaven a la tardor). Fa crear pel seu adjunt Teodoric amb l'acord del papa, l'orde de la Fraternitat de la milícia de Crist, els membres de la qual són anomenats Germans Livonians de l'Espasa, es comprometen a fer triomfar la fe cristiana en terra pagana. Els cavallers que han fet vot de castedat i de pobresa administren les terres que conquereixen i perceben l'impost de l'Església. Albert utilitza hàbilment les divisions entre les diferents tribus bàltiques per a la seva conquesta. S'ajunta amb el cap livonià Kaupo, convertit a la fe cristiana, gràcies al qual pot conquerir el territori livonià (1209) enmig del qual s'implanta la fortalesa de Wenden, que es convertirà en el punt de partida de la conquesta de Livònia. Ataca llavors els latgalians i els selonis que viuen més amunt sobre el Daugava. S'ajunta amb un cap latgalià, Talivaldis, per reduir els estis, que constitueixen l'última amenaça per a la ruta comercial que porta a Pskov. Consolida llavors la seva posició sobre la riba esquerra del Daugava. En la seva empresa de conquesta xoca amb els principats russos, en particular al príncep de la ciutat russa de Polotsk, que intenta controlar els canals de comunicació cap a l'oest. El príncep de Polotsk renuncia a les seves reivindicacions sobre la regió. Les tribus intenten treure's del damunt el jou alemany. El 1210 els curonians, els lituans i els livonians ataquen Riga. La conquesta de Curlàndia no s'acaba fins al 1230. Les ciutats hanseàtiques financen aquestes expedicions que permeten fer fructificar els seus intercanvis amb les ciutats russes. Felip de Suàbia li confereix el 1207 el títol de príncep del Sacre Imperi Germànic. Pot designar bisbes. A la mort d'Albert, el conjunt del territori letó va passar a ser controlat pels alemanys.
Ràpidament, apareixen dissensions entre l'orde dels cavallers livonians de l'espasa i el príncep-bisbe Albert von Buxhoeveden. Aquest últim considera que, en tant que iniciador i organitzador de la croada, el seu bisbat ha de rebre els dos terços de les terres conquerides. Aquest repartiment acceptat, no sense conflicte, en vida d'Albert, és qüestionat després de la seva defunció el 1229. Finalment en 1236 els cavallers livonians, debilitats per la derrota experimentada contra els lituans a Saulè, accepten un compromís: el tractat de Stensby ratifica la retallada del territori en cinc àmbits feudals. Pel que fa al territori de Letònia, els monjos soldats reben la Zemgale, la major part de la Letgàlia i de Curlàndia, així com un terç de Livònia que comprèn els territoris situats al nord del Daugava. L'àmbit de l'arquebisbe de Riga comprèn el territori situat entre el baix Gauja i el golf de Riga així com el sud de Livònia. El bisbe de Curlàndia rep territoris discontinus al voltant de Dundaga, Piltene, Aizpute i Saka mentre que l'àmbit del bisbe de Dorpat (avui Tartu) s'estén sobre una vasta regió situada a l'est de Livònia. El conjunt d'aquests àmbits forma la Confederació livoniana.

## La confederació livoniana

La confederació de Livònia el 1260.

Durant els tres segles següents, els cavallers livonians continuen amb la seva croada contra els lituans pagans, però igualment contra els russos ortodoxos, atès que són cismàtics. Però els seus efectius limitats (alguns centenars de cavallers) no els permeten de vèncer els principats russos, que guanyen progressivament poder durant aquest període.
Al final de la conquesta, la societat de la confederació livoniana s'estructura en dues classes ben diferents; aquesta característica, relativament comú a Europa a l'edat mitjana, perdura fins al segle xix a la regió. La minoria germanòfona (Deutschen, és a dir els alemanys) es troba concentrada a les ciutats i forma l'elit política, militar, comercial i religiosa. Els «indígenes» (Undeutschen, és a dir els no-alemanys) formen la pagesia i les classes socials inferiors de les ciutats. Un corrent d'emigració constant vingut d'Alemanya ve a engreixar els efectius de comerciants i d'artesans instal·lats a les ciutats, però el camp, a les terres massa pobres, es deixa als indígenes que preservaran així llur llengua i llur cultura
El 1280, Riga entra en la Lliga Hanseàtica i comença a prosperar gràcies al comerç de mercaderies que prové de Rússia. Més tard, Cēsis, Limbaži, Koknese i Valmiera entren al seu torn a la Hansa. El comerç es desenvolupa així de manera important durant aquest període.
L'absència d'autoritat central al si de la confederació livoniana comporta nombrosos conflictes en el curs dels segles xiii i xiv entre els prínceps-bisbes, que tenen una part del territori i disposen de la seva pròpia xarxa de fortaleses, i l'ordre de Livònia sense que cap de les parts no arribi a guanyar-lo. Els cavallers livonians atenyen el cim del seu poder en 1345, quan el rei Valdemar III de Dinamarca, que fa front a una guerra civil, li ven la província d'Estlàndia i la ciutat de Narva. Però de resultes de la Derrota de Tannenberg, l'orde, debilitat, ha d'acceptar la implantació d'una mena de poder central el 1421 : la dieta de Livònia, que es reuneix aproximadament una vegada a l'any, ha de permetre aplanar els conflictes entre els seus membres que representen els bisbats, les ciutats i l'orde. La implantació d'aquesta institució no impedeix que continuïn els conflictes i la perpetuació d'una semianarquia sobre el territori de Livònia.

### Constitució d'una casta feudal
Els bisbes disposen d'un poder temporal que s'estén a prop de la meitat de les terres conquerides. Per tal de defensar-les, els bisbes confien a vassalls parts de la seva diòcesi, que poden tenir diversos milers d'habitants, amb la missió de percebre els impostos i reclutar tropes entre la població en cas de guerra. Aquests vassalls tenen el dret d'administrar justícia sobre els seus habitants.

### La degradació de la condició camperola
La condició del pagès bàltic es degrada progressivament en el transcurs dels tres segles posteriors a les croades. Al final de la conquesta, els pagesos continuen sent propietaris de les seves terres. Els cavallers de l'orde i els vassalls dels bisbes es conformen de manera inicial amb recollir un impost en espècie sobre les terres conquerides i amb emmagatzemar el producte en dipòsits al voltant dels quals s'aglomeren ben aviat un mercat i després habitatges que formen un poble que pren en general el nom alemany del senyor del lloc. Aquests propietaris intenten progressivament treure el màxim de benefici de les seves possessions: amplien el seu domini recomprant terres a canvi de reduccions d'impost o contra diners, o fins i tot posant en conreu zones ermes. De manera inicial la propietat d'un domini no és hereditària : en 1397 Konrad von Jungingen obté per primera vegada el dret de transmetre el seu domini als seus hereus. Tots els vassalls del bisbe de Riga es beneficien d'aquest privilegi a partir de 1457 i aquest es generalitza llavors al conjunt dels feus. Les càrregues, que no representen de manera inicial més que algunes setmanes anualment al servei de la col·lectivitat, són progressivament allargades al benefici dels senyors. Allà on les càrregues són més pesades, els pagesos abandonen les seves granges per instal·lar-se a ciutat o amb un amo menys exigent. Els feudals intenten limitar aquesta deserció atorgant als pagesos préstecs durant les seves dificultats passatgeres que permeten llavors perseguir-los en cas de fugida. En aquest sentit, es pren un acord el 1422 entre l'ordre de Livònia i el príncep de Lituània en virtut del qual tot pagès deutor que fugi ha de ser restituït al seu creditor excepte si els seus deutes són pagats. Aquesta acord no es considera prou favorable i llavors tot pagès que fuig del seu domini és considerat com a criminal i torna al seu amo. El pagès abans lliure s'ha convertit un serf : el 1495, per primera vegada, un propietari ven un pagès i la seva família.

### Una situació de conflicte permanent amb Lituània i Rússia
Els cavallers, durant tota l'existència de Livònia, estan de manera periòdica en conflicte amb Lituània i els principats russos, ja que, animats per l'esperit de les croades, no han renunciat a convertir a la fe catòlica les poblacions paganes o cismàtiques (ortodoxos). Però els Estats a què s'enfronten, més ben organitzats que les poblacions indígenes que han pogut vèncer pel passat, resisteixen i progressivament els passen per damunt. Sortosament per als cavallers, la invasió del territori rus per part de l'Horda d'Or, a partir de 1237, immobilitza el gruix de les forces russes sobre un altre front durant una gran part del període. Tanmateix, aquestes guerres incessants debiliten progressivament l'Estat livonià de manera tal que, per reduir els riscos d'una revolta, els cavallers prohibeixen que els pagesos estonians portin armes, el que limita les forces que els cavallers poden mobilitzar. Els cavallers de l'orde no són més que alguns centenars i, en haver fet vot de celibat, han de reconstituir regularment llurs efectius, que amb prou feines poden reclutar en terra alemanya.
El 1236, els cavallers són severament derrotats pels lituans a la batalla de Saule. El 1242 té lloc la batalla del Llac Peipus. La derrota dels cavallers teutònics, tanmateix ajudats de forces auxiliars estonianes enfront dels exèrcits d'Alexandre Nevski, príncep del Principat de Nóvgorod fixa durant segles la frontera entre el catolicisme i l'ortodòxia. Les forces lituanes aconsegueixen penetrar moltes vegades (1260, 1263, 1270) en profunditat al territori livonià, que és saquejat en cada incursió. Els combats són igualment incessants amb els principats russos que no accepten la presència dels alemanys sobre les costes de la Bàltica, atès que s'imposen com a intermediaris en els seus intercanvis comercials amb l'exterior. Els russos aconsegueixen de vegades penetrar en profunditat a Livònia com el 1323 on només la fortalesa de Tallin resisteix al seu assalt. El 1481, després d'un raid de l'orde sobre el territori rus, el gran duc Ivan III de Moscou, d'ara endavant senyor feudal del principat de Novgorod, envaeix Livònia i la saqueja durant un mes sense trobar resistència. Fa edificar la fortalesa d'Ivangorod davant el castell de Narva. El 1494, fa tancar la factoria hanseàtica de Nóvgorod i envia a presó els comerciants livonians. El 1501, davant l'amenaça russa, els cavallers s'alien amb els lituans i baten el seu enemic prop de Pskov, el que els procura un respir de cinquanta anys.

### El desmantellament de Livònia (1558-1561)

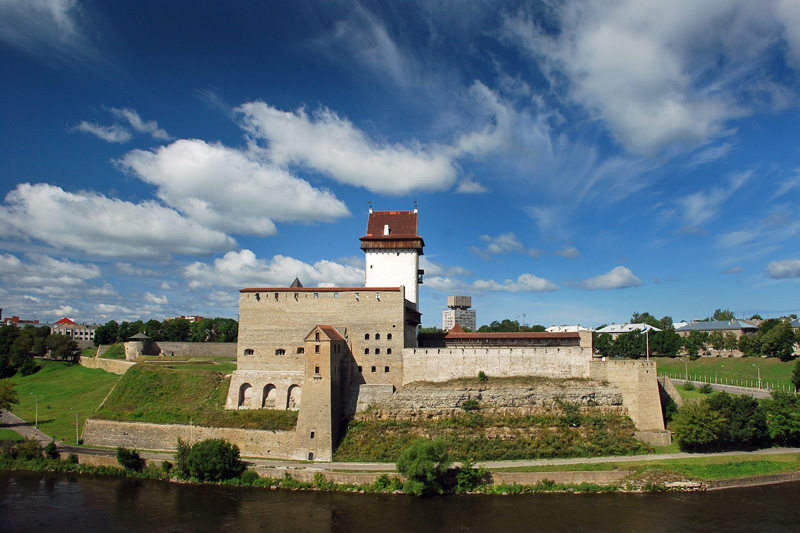
La fortalesa de Narva ha estat el testimoni de nombrosos conflictes amb els russos

El 1539, Livònia expulsa els venedors russos de les seves ciutats. Els gremis intenten així lluitar contra el declivi de la seva activitat instituint un monopoli sobre les rutes comercials que passen per la regió i posen en comunicació Rússia, completament rodejada, amb l'Europa occidental. Però el 1547, Ivan IV El Terrible arriba al tron a Moscou amb la voluntat de reforçar el poder de Rússia i d'estendre el seu territori. La seva victòria sobre les tribus mongoles que havien tingut molt de temps el país sota el seu jou és completa amb la presa de Kazan el 1552 i d'Astracan el 1556 i permet a l'exèrcit rus el 1558 de prendre l'ofensiva al nord i d'envair Livònia amb el pretext de deutes impagats; Narva i després Tartu són conquerides. L'exèrcit livonià ataca llavors Pskov la qual cosa permet obtenir una treva. Els combats es reprenen el 1560: l'ordre livonià, dirigit pel seu gran mestre Gotthard Kettler, experimenta una derrota decisiva a Ergeme (Hârgmäe) prop de Viljandi. El setembre del mateix any, es produeix una revolta camperola, la primera des de la de Sant Jordi, a Hrjumaa i el Läänema però és reprimida en el transcurs de l'hivern. Kettler demana l'ajuda de Polònia-Lituània dirigida llavors per Segimon II August per combatre l'invasor rus mentre que la burgesia d'Estlàndia es gira cap al rei de Suècia Eric XIV. Aquest desembarca reivindicant les antigues possessions daneses sobre el continent i encalça els lituano-polonesos de Toompea. El novembre de 1561 el Tractat de Vilnius ratifica la partició de Livònia: el Bisbat de Saare-Lääne torna al regne de Dinamarca, la regió de Tallin esdevé sueca, mentre que el sud de Livònia és unit a Polònia-Lituània. Aquesta última crea dos ducats sobre aquest nou territori : la Livònia a cavall de la frontera sud de l'Estònia moderna, que té com a cap de districte Riga; el Ducat de Curlàndia, que engloba la Curlàndia i la Semgàlia. El mestre de l'orde dissolt, Gotthard Kettler, es posa al capdavant del ducat de Curlàndia. Els russos conserven provisionalment Tartu i Viljandi.
Els combats es reprenen poc després (1563) entre Suècia, d'una banda, i Dinamarca d'altra banda, aliat amb Polònia-Lituània. La Pau de Stettin el 1570 permet a Suècia recuperar el bisbat de Saare-Lääne. Fins al 1917, el territori així ampliat i mantingut per Suècia portarà el nom d'Estland. Els combats es reprenen el mateix any entre Suècia i Rússia. Els russos aconsegueixen moltes vegades envair el territori ocupat pels suecs però fracassen davant Tallin malgrat dues seus el 1570-1571 i 1577. La Polònia-Lituània, governada a partir de 1576 per Esteve Bathory I, ataca els exèrcits russos mentre que el general Pontus de La Gardie, mercenari al servei de Suècia, aconsegueix fer fora definitivament els russos. Per la pau d'Iam Zapolsk (1582) Ivan el Terrible reconeix la derrota de les seves tropes i els drets de Polònia-Lituània sobre Livònia. La guerra es reprèn entre russos i suecs el 1590. Rússia, presa del caos des de la mort d'Ivan el Terrible, ha de reconèixer pel tractat de Täyssinä (1595) els drets de Suècia sobre Estland. Aquest acord serà confirmat pel tractat de Stolbova signat el 1617 pel nou sobirà rus Miquel I de Rússia. Suècia i Polònia-Lituània després d'una treva que dura fins al 1600, reprenen les armes. La noblesa germanòfona de Livònia, que havia estat en part desposseïda dels seus béns pel nou ocupant, pren partit per Suècia. Després de combats indecisos entretallats amb armisticis, els exèrcits suecs guanyen. Segons el Tractat d'Altmark (1629) signat entre els dos bel·ligerants, pràcticament tota la Livlàndia passa sota el control de Suècia. Curlàndia continua sent lituano-polonesa. El 1643, un nou conflicte permet a la Suècia victoriosa de recuperar l'illa de Saaremaa pel Tractat de Brömsebro (1645). La Primera guerra del Nord esclata entre Suècia i Polònia-Lituània el 1656 i es desenvolupa en gran part sobre el territori de l'actual Estònia. Suècia, que la mena, veu confirmada per tractats signats el 1660 (tractat de pau d'Oliwara amb Polònia Lituània) i 1661 (tractat de pau de Kärde amb Rússia) la seva hegemonia sobre els territoris que té sobre la riba sud de la Bàltica incloent-hi l'Íngria i l'emplaçament de la futura capital russa Sant Petersburg.

## L'era sueca (1595-1710)

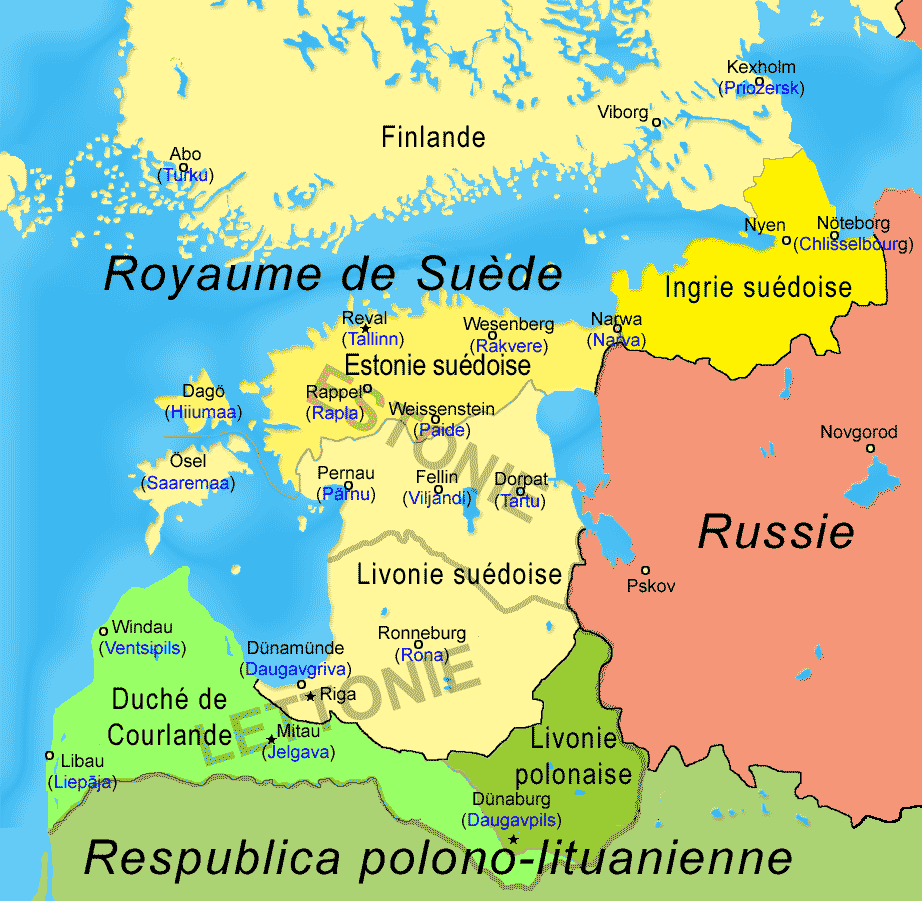
Sota el domini suec

### Les divisions administratives
El territori de Letònia és d'ara endavant pràcticament controlat del tot pel regne escandinau i per primera vegada col·locat sota el control d'un poder polític únic. En l'aspecte administratiu, la regió és dividida en tres entitats amb estatuts molt diferents: al nord, el ducat d'Estònia té com a capital Tallin i comprèn 4 maakonnad: el Harjumaa, el Järvamaa, el Läänemaa i el Virumaa. Narva és separat d'aquest conjunt i esdevé la capital d'Índria. La província de Livònia al sud té com a capital Tartu, després Riga i comprèn 4 districtes, dos dels quals, Tartu i Pärnu, apleguen els parlants estonians (designats amb el terme d'Esthen), els dos districtes del sud que apleguen els parlants letons se situen sobre el que constitueix avui el territori de Letònia. Finalment, l'illa de Saaremaa constitueix una tercera entitat, a voltes governació, a voltes possessió personal del rei de Suècia.

### Creixement demogràfic i corrents d'immigració
La població, víctima d'aquests conflictes quasi permanents així com de la fam i de les epidèmies que els acompanyen, és d'uns 150.000 habitants cap al 1640. La recuperació demogràfica és ràpida i cap a 1690 el seu nombre oscil·la entre 350.000 i 400.000 habitants al territori d'Estònia, o sigui el 10% de la població del Regne de Suècia. Aquest creixement de la població està en part vinculat a l'arribada d'immigrants que venen a repoblar els territoris despoblats pels diferents conflictes i responen així de vegades a la crida de les autoritats: venen de Finlàndia, Rússia, Curlàndia i Lituània. En general, els nouvinguts acaben per fusionar-se amb la pagesia estoniana. Tanmateix, una comunitat de russos vell-creients, empaitats al seu país, venen a colonitzar les ribes del llac Peipous i conserva fins avui la seva llengua i la seva cultura. Els comerciants i artesans russos s'instal·len en les ciutats. El creixement demogràfic és interromput per la Petita Edat de Gel que comença en aquesta època i provoca una degradació climàtica catastròfica el 1695-1697 : de les pluges diluvianes i un fred persistent comportaran l'aparició de la fam, acompanyada d'epidèmies de tifus i de disenteria que fa perir un 20% de la població.

### El nou poder dels barons bàltics
El poder de la classe dominant germanòfona descendent de l'orde de Livònia surt fortament reforçada d'aquesta sèrie de conflictes. Els que es diuen d'ara endavant els barons bàltics (en alemany es coneixen amb el terme de Balten «bàltics» o Deutschbalten « bàltics alemanys» o Balstischer Adel « noblesa bàltica» per distingir-se de les pleballes), reben la recompensa del seu suport a Suècia amb variants segons les regions administratives: molt favorable a Estònia, que es va unir molt aviat a la corona sueca, una mica menys a Saaremaa on les terres confiscades són en part conservades per la corona sueca i en Livònia integrada més tardanament. En aquestes tres regions els barons bàltics es beneficien d'un estatut jurídic privilegiat (Ritterschaft, literalmen "títol de cavaller"); els assumptes corrents són d'ara endavant administrats per consellers territorials (Landräte, literalment "administradors de districte") escollits entre els barons bàltics. Els representants formen una dieta regional que es reuneix cada tres anys a Tallin per a l'Estònia i Riga per a la Livònia. Els poders del governador suec són essencialment fiscals i militars. Les lleis sueques no s'apliquen. Les institucions establertes, que donen els plens poders als barons bàltics, es mantindran fins al 1917.

### Degradació de la condició dels pagesos i estancament de les ciutats

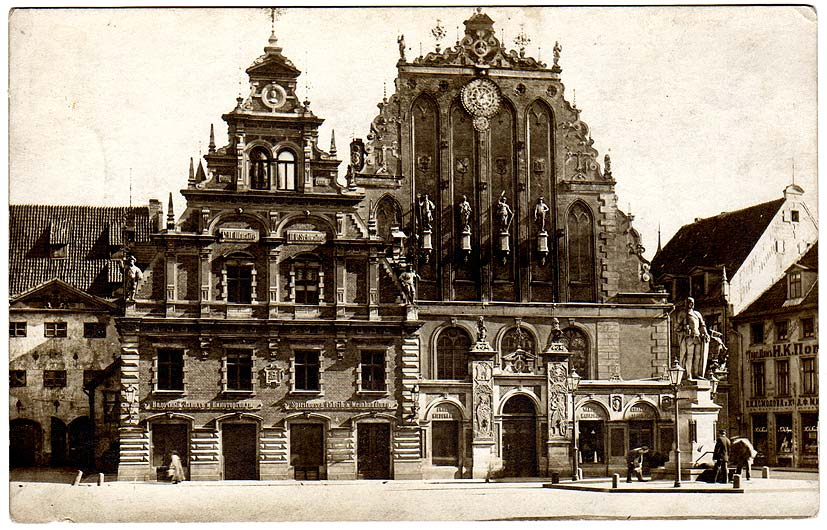
La casa dels caps negres a Riga

Malgrat l'absència d'evolució de les pràctiques agrícoles, les províncies bàltiques contribueixen a proveir Estocolm, el que els val el sobrenom de «graner de Suècia». El nombre de mõisad, aquests grans terratinents generalment germanòfons, ateny el miler al territori d'Estònia i gràcies als poders augmentats atorgats a la noblesa bàltica, aquests s'apropien de noves terres agrícoles expulsant o esclavitzant els pagesos fins aleshores propietaris. La concentració de les terres té com a conseqüència la desaparició de pobles i porta a un hàbitat rural dispers. L'estatut de la majoria dels pagesos és modificat per reglaments promulgats en 1645 a Estònia i el 1671 i 1688 en Livònia : el pagès és d'ara endavant un serf destinat a la terra de manera hereditària que pot ser venut amb la propietat agrícola; els càstigs corporals es generalitzen. La justícia senyorial s'imposa de cara a una administració sueca embrionària. La fiscalitat augmenta : entre el 50 a 80% dels ingressos dels pagesos tornen a la noblesa local i a la corona. Malgrat aquesta degradació de la condició camperola, les revoltes són de feble amplitud. El poder suec intervindrà tanmateix a partir dels anys 1670 per frenar i invertir aquesta evolució de l'estatut del pagès.
A les ciutats dels països bàltics els costa recuperar-se dels conflictes, però Riga és la segona ciutat del regne suec després d'Estocolm

### Alfabetització del camp i influència cultural alemanya
Les Esglésies continuen jugant un paper major en l'evolució cultural. El poder suec s'interessa de prop per la promoció del protestantisme en aquesta regió al límit de les terres catòliques (Lituània) i ortodoxos (Rússia). Els dos bisbats, Tallin i Riga, que subsisteixen sobre el territori després d'una reorganització pels nous dirigents, reben durant aquest període dels titulars suec dues excepcions. Polònia-Lituània havia intentat, quan encara tenia Livònia (1561-1629), portar al catolicisme la població convertida a l'Església Reformada. En aquest context els jesuïtes, actors principals de la contrareforma, havien fundat el 1583 a Tartu una escola de traductors i un establiment d'ensenyament secundari i després, el 1595, un col·legi d'ensenyament superior encarregat de formar els sacerdots i els quadres administratius. Després de la presa de la ciutat pels suecs el 1625, els jesuïtes són expulsats i l'escola és posada al servei del clergat luterà. El sobirà suec Gustau II Adolf eleva el 1632 el col·legi de Tartu al rang d'universitat. Es tracta en aquell temps de la segona universitat de Suècia després de la d'Uppsala. Fins a la seva dissolució per Rússia el 1710, funcionarà de manera discontínua a conseqüència dels conflictes militars i dels problemes financers i formarà en total 1706 estudiants futurs pastors i juristes sobretot suecs i germanòfons.

### Les reformes de Carles XI
El rei Carles XI de Suècia, arribat al poder el 1660, vol establir un Estat fort sobre el model de l'Estat francès. En les seves possessions bàltiques, aquesta nova política es tradueix en el reforçament del poder reial en detriment de les elits germanòfones i per un alleugeriment de la condició dels pagesos per tal d'evitar les revoltes. A partir de 1680, el poder suec s'apropia de tots els àmbits dels quals els amos alemanys no tenen títol de propietat en bona i deguda forma (Güterreduktion), tal com s'havia fet abans a Suècia. Les confiscacions són més importants a Livònia; sobre el conjunt del territori, el 54% dels béns dels mõisad són lligats a la corona sueca però contràriament a Suècia es deixa als antics propietaris l'ús de les seves terres. Sobre les terres confiscades, els pastors abans designats per la noblesa són d'ara endavant designats pels representants del sobirà suec. El servatge hi és abolit per decrets passats en 1681 i 1687. Els pagesos d'ara endavant prenen part als consells provincials i poden demanar justícia devent dels tribunals reials. De cara a totes aquestes mesures les elits germanòfones, que senten el seu poder amenaçat per primera vegada en la seva història, protesten vigorosament fins a posar en marxa la dissolució de la dieta de Livònia pel poder reial el 1694. Carles XII de Suècia, que puja al tron el 1697 quan encara no és més que un adolescent, intenta en va apaivagar la noblesa revocant algunes de les mesures preses pel seu pare.

### El ducat de Curlàndia i Semigàlia (1561-1795)

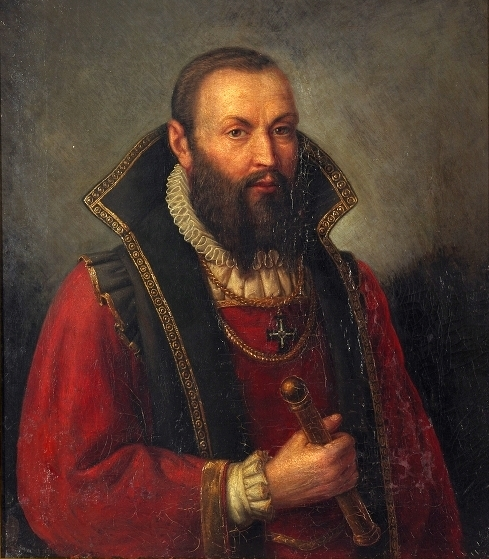
Gotthard Kettler primer duc de Curlàndia (cap a 1565)

Pel tractat de Wilno, el 28 de novembre de 1561, les terres de l'orde són dividides en dues parts: Gotthard Kettler, el cinquantè i últim gran-mestre de l'orde cedeix la sobirania feudal de Livònia a Segimon II August, rei de Polònia, que a canvi el reconeix li i la seva descendència com duc de Curlàndia i Semigàlia sobre la terra del mateix nom. La capital del ducat passa de Riga, que resta en mans poloneses, a Semitau (avui Jelgava a Letònia). L'assemblea dels Estats de Livònia ratifica el tractat i la noblesa alemanya ret homenatge al seu nou duc. A la mort de Gotthard Kettler, els seus dos fills Frederic i Guillem li succeeixen. Divideixen el ducat en dos altres ducats en 1596: la part oriental o Semigàlia, torna a Frederic, amb capital a Semitau; Guillem regna sobre la part occidental, la Curlàndia pròpiament dita, amb la seva capital a Goldingen.
El duc manté males relacions amb els grans terratinents procedents com ell dels cavallers livonians. Aquests són recolzats pel senyor feudal del ducat, Polònia, que veu aquí una ocasió de reprendre el poder en un ducat que en realitat mai no ha controlat. En 1616, el duc Guillem és dipositat i, l'any següent, els estatuts del ducat són modificats, reforçant encara l'ocupació de la noblesa (germànica) sobre el ducat. Les ciutats lliures de Curlàndia són excloses de la dieta; Curlàndia, com Polònia abans d'ella esdevé una república nobiliària on la noblesa reunida en dieta escull el seu sobirà. L'assemblea dels cavallers de Curlàndia, la Ritterschaft elabora el 1620 un padró de les famílies de la noblesa hereditària de Curlàndia (en part per excloure els nous rics). Guillem s'exilia a l'estranger i la corona ducal és de nou unida sobre un mateix cap, la del seu germà Frederic.
Després de la guerra suec-polonesa (1620- 1629), la victoriosa Suècia s'annexiona en 1621 Livònia i Estònia (Livònia Sueca) i ocupa Semitau. La resta de Livònia torna a Polònia sota el nom d'Inflanty. Jacob Kettler és escollit duc en 1642, regnarà fins al 1681. El seu regnat correspon a la primera edat d'or del ducat (que té 200.000 habitants en aquell temps). El nou duc que ha estat en part criat fora del ducat està molt influenciat per la cultura occidental; s'envolta per governar de consellers estrangers i de curlandesos que han viatjat a l'estranger. Prossegueix l'obre del seu oncle Frederic en la metal·lúrgia, la construcció naval i la producció de pólvora. Estableix relacions comercials amb els seus veïns, però també la Gran Bretanya, França, els Països Baixos, Portugal… És durant aquest període que Curlàndia (Jacob Kettler està també molt interessat pel comerç) s'aprofita de l'habilitat secular dels pagesos curlandesos com a marins (l'objectiu inicial que és de millorar la condició d'aquests últims) desenvolupa els ports de Windau i Liepāja i funda colònies a Tobago a les Antilles en 1652, i a l'Illa James a l'altura de Gàmbia a l'Àfrica en 1651. El ducat s'enriqueix gràcies a la seva flota i les seves colònies; el duc és un dels més importants comerciants de la seva època. Aquesta colonització dona una imatge internacional al petit ducat i il·lustra el cas d'una petita nació que intenta aconseguir una part al comerç transoceànic, vedat de caça de les grans potències. Per assegurar la seva tranquil·litat, el duc Jacob multiplica les representacions diplomàtiques a les ciutats comercials, com ara Estocolm, Dantzig, Berlín, Hamburg, Amsterdam, La Haia i els tractats amb les grans potències, de les quals el més notable és el tractat de neutralitat, signat en 1654 amb el Lord Protector d'Anglaterra, Oliver Cromwell. La bandera curlandesa, un cranc negre sobre fons vermell, esdevé ràpidament coneguda al món de la marina mercant.
Tanmateix, aquest èxit és enterbolit per les guerres que destrossen el vell continent. Polònia i Suècia s'esquincen de nou. Aquesta última envaeix el ducat i l'ocupa, el duc Jacob és retingut pres de 1658 al 7 de juliol de 1660 (tractat de pau d'Oliva, prop de Dantzig). Les dues colònies foren destrossades i ocupades pels Països Baixos, que destruïren els assentaments i les manufactures. Amb la pau retorna Tobago al ducat que la conservarà fins al 1689. El ducat intenta reconstruir la seva flota i les seves manufactures, però no aconseguirà trobar la seva prosperitat dels anys 1650-1660. El duc Jacob mor en 1682 i el seu fill Friedrich Casimir Kettler, li succeeix amb el nom de Frederic II. Si bé el ducat brilla encara pel seu fast, però menys pel seu poder, el duc se sent poc interessat pels afers d'Estat, i més per les festes que dona per ell mateix. Gasta sense comptar els diners del ducat, acumulats pel seu pare, i s'ha de decidir finalment, per eixugar els seus deutes, a cedir Tobago als britànics el 1689. Aquesta debilitació permet a Polònia immisquir-se en la política interior del ducat, però també a la Rússia de Pere el Gran que busca una sortida marítima per l'occident. La primera Bíblia traduïda a letó pel Pastor Glück, editada gràcies a l'ajuda de la corona sueca, data de 1689.
A la mort de Frederic II en 1698, el seu fill i successor Friedrich Wilhelm Kettler encara no té sis anys. És l'oncle del nen, Ferdinand Kettler, general en l'exèrcit polonès, d'una branca de la família Kettler, reconvertida al catolicisme, qui assegura la regència. L'enèsima guerra nòrdica, aquesta vegada entre Suècia i Rússia, permet a aquesta última controlar la Livònia i influir en la política de Curlàndia. El tsar Pere III de Rússia rep una promesa de matrimoni entre Frederic Guillem i una de les seves dues nebodes Anna Ivànovna (filla del germà de Pere, Ivan). La unió se celebra a Sant Petersburg en 1710 però, durant el camí de tornada, el jove duc (19 anys) es posa malalt i mor en 1711. A partir d'aquesta data, són Anna i Rússia els que tindran les regnes del ducat. En haver mort el duc sense descedència, és el seu oncle Ferdinand, l'exregent que li hauria de succeir. Però és catòlic i resideix a Dantzig la qual cosa és contrària a les regles d'elecció en el ducat. Gran i de feble constitució, es mostra incapaç fer valer els seus drets a la corona; és ràpidament expulsat de Semitau, la capital, per les tropes del Tsar. En no tenir descendència, la seva successió interessa els seus veïns, Rússia i Polònia, però també una multitud d'altres candidats que ni tan sols esperen la seva mort per manifestar-se. Ferdinand desitjaria el príncep de Hessen-Kassel, la dieta de Curlàndia vol Albert de Brandenburg (recolzat per Prússia) i Rússia empeny la candidatura amb Aleksandr Ménxikov, el favorit del Tsar Pere I de Rússia. La sorpresa ve del rei de Polònia (que és també Elector de Saxònia per al Sacre Imperi Romanogermànic). Desitjós d'establir el seu fill bastard, però també d'allunyar-lo (es mostra molt turbulent), el rei de Polònia proposa el comte de Saxònia, més conegut amb el nom de Maurici. La idea sedueix el comte, que l'accepta. Per aconseguir els seus objectius, el millor és de fer-se reconèixer per la dieta, i de casar-se amb Anna, la vídua de l'últim duc.
Maurici va a Curlàndia; amb el suport d'Anna, és escollit, per la dieta reunida a Semitau, duc de Curlàndia i de Zemgàlia (tots els descendents dels cavallers livonians de l'espasa són allà) el 26 de juny de 1726. La dieta de Curlàndia és al principi favorable a aquesta elecció que li permet mantenir la seva independència enfront de Polònia, sense tanmateix rompre amb ella. Tot sembla doncs favorable al nou duc però la situació es degradarà ràpidament. La dieta de Polònia, (el senyor feudal de la Curlàndia) que té la vista posada en el ducat, es nega a ratificar l'elecció. Frederic August I que en tant que elector de Saxònia havia empès la candidatura amb el seu fill, es veu en tant que rei (escollit per aquesta mateixa dieta polonesa) de Polònia obligat a desaprovar el seu fill, amb la dieta que discuteix l'amenaça d'una guerra entre Polònia i Saxònia. La situació s'agreuja encara quan Anna Ivànovna de Rússia s'adona que el seu promès l'enganya alegrement amb una cambrera (sembla que Maurice havia estat més atret per Curlàndia i les seves riqueses que per Anna, de temperament pervers i orgiàstic). Perd la seva confiança i el seu suport. Maurici esperava d'altra banda obtenir l'aprovació de la Tsarina Caterina I de Rússia que l'era favorable i que havia succeït a Pere el Gran. Al principi, confiat en el suport de Caterina, es nega a transigir. Pensa que ajudat per la noblesa curlandesa i l'exèrcit rus podrà ràpidament desfer-se de l'exèrcit polonès, del qual coneix els punts febles. Però el canvi a Rússia el priva del seu principal suport : Caterina canvia d'opinió poc abans de la seva mort i prefereix un candidat de Rússia (Aleksandr Ménxikov) o el seu gendre, el duc de Holstein-Gottorp. Caterina fa ocupar el ducat per les seves tropes i envia Dolgorouki a Semitau el juliol de 1726 per presentar un dels candidats (que ja no és Aleksandr Ménxikov) de l'emperadriu.
Però Caterina mor en 1727. El seu successor, Pere, no és més que un nen manipulat pels clans de la cort i el molt interessat Aleksandr Ménxikov que aprofita l'ocasió per atènyer els seus objectius fins a apoderar-se de la corona ducal per al seu compte. Tot s'accelera: de neutral, Rússia passa a ser agressora. La dieta de Curlàndia vol evitar la guerra i destitueix Maurici que havia escollit alguns mesos abans. De totes maneres, s'havia negat fins aleshores a votar la instauració del servei militar o la creació d'un exèrcit permanent contrari a les llibertats del ducat. Sense crèdits, sense verdader poder (Ferdinand refugiat a Dantzig és sempre viu) Maurici intenta d'organitzar la defensa d'un ducat que no és ni tan sols és seu. Aleksandr Ménxikov envia el mariscal de camp Lacy amb 8.000 soldats a ocupar el ducat. Salven la Dvina el 12 d'agost de 1727 i ocupen Semitau sense disparar un sol tret. Maurici es refugia sobre una illa del llac Usmaïz, fortificada de manera sumària per resistir amb tres mesos d'aliments i 300 soldats (infanteria i dragons) reclutats a Holanda. Sense lliurar combat, Maurice fuig el 19 d'agost de 1727 davant l'amenaça de setge de l'exèrcit rus. Arriba al port prussià de Memel. De camí es troba amb un escamot de cosacs que exterminen la seva escorta; seran els únics morts de la Guerra de Successió de Curlàndia que no haura durat ni vuit dies. Maurici arriba a França on tindrà un paper capital en les guerres posteriors. La guerra en aquest petit ducat va estar a punt, altre cop, d'involucrar tot Europa.
Ferdinand, l'últim de la dinastia dels Kettlers (però no és duc) mor en 1737. Mentrestant, Anna Ivanovna s'ha convertit en emperadriu de totes les Russies a la mort de Pere II el gener de 1730. El seu favorit, que ha trobat en Curlàndia, Ernest Bühren, un antic cavallerís del seu sogre intriga a la cort russa i aconsegueix fer-se designar per ella duc de Curlàndia a la mort de Ferdinand. En estar la llengua de Molière a la moda, va afrancesar el seu cognom en Biron i serà per això duc sota el nom d'Ernst Johann Von Biron. El seu primer regnat és curt; ho aprofita no obstant això per construir amb subsidis de la cort de Rússia el palau de Rundale i reconstruir el de Semitau, bressol de la dinastia Kettler, pel gran arquitecte italià Rastrelli. La mort d'Anna en 1740 el fet caure en desgràcia, s'ha d'exiliar amb tota la seva família a Sibèria. L'allunyament no li impedeix de cap manera governar a través del Consell ducal amb l'acord tàcit de Polònia. Aquesta situació desplau als grans terratinents que es neguen a ratificar els decrets del consell. Finalment, el rei August III de Polònia pren partit per als seus últims i decideix imposar el seu fill, Carles, Comte de Saxònia, sota el nom de Carles-Cristià. El ducat es troba amb dos ducs rivals al capdavant, de manera simultània. La situació esdevé tensa, cada bàndol té els seus partidaris. És Caterina II de Rússia, nova emperadriu de Rússia a partir de 1762 qui porta la calma cridant Ernst Johann Von Biron de l'exili en 1763 desaprovant així Polònia i el seu candidat Carles-Cristià. Aquest últim, per apaivagar la situació, ha d'abdicar tanmateix a favor del seu fill Peter Biron en 1769.
Des de llavors, el ducat no és més que un peó a les mans dels seus veïns, Polònia i Rússia, cadascun dels quals donen suport a les faccions dels seus partidaris al si del ducat. L'episodi troba un epíleg, quan Polònia, dividida en si mateixa, és al seu torn dividida en el curs del Tercer Repartirment de Polònia en 1795. El duc Peter, incòmode i forçat, signa una renúncia per la qual traspassa tots els seus drets i prerrogatives a Rússia el 28 de març de 1795. El ducat de Curlàndia ha deixat d'existir.

## El país letó en l'Imperi Rus (1710-1917)

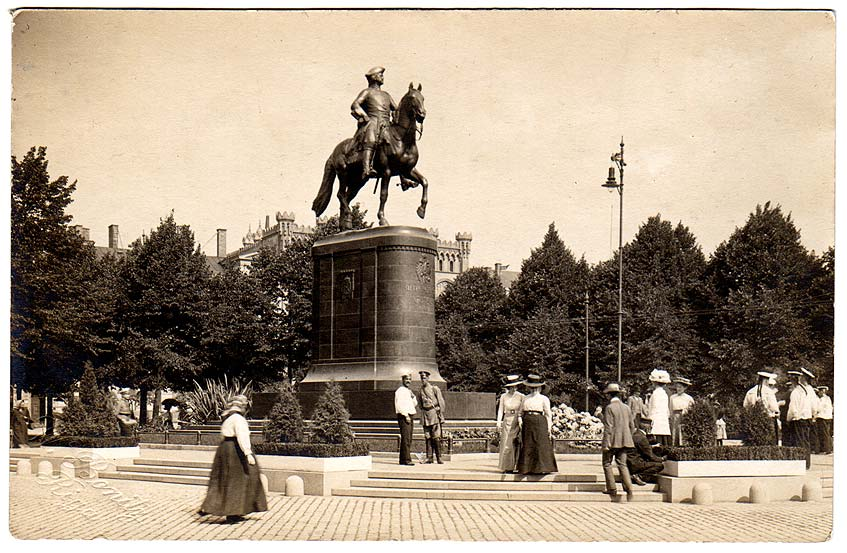
L'estàtua de Pere el Gran a Rīga, avui reemplaçada pel Monument a la Llibertat

### La gran guerra del Nord (1700-1721)

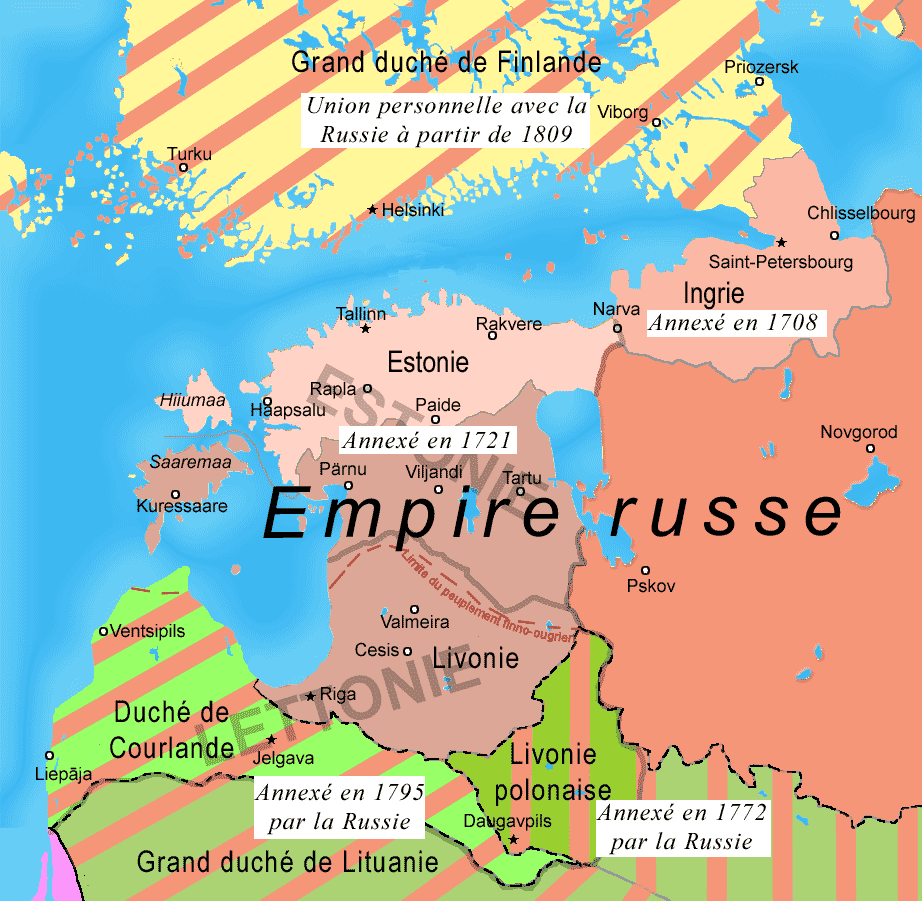
Estònia és annexionada amb Livònia a l'Imperi Rus després del Tractat de Nystad que acaba amb la Gran Guerra del Nord (1721)

Pere I de Rússia, tsar des de 1682, té grans ambicions per al seu país, que vol modernitzar obrint-lo cap a l'Europa occidental. La realització del seu propòsit requereix l'obertura d'una finestra sobre les costes de la Bàltica, que estan en aquell temps completament a les mans de la corona sueca. Aprofitarà la posició debilitada de Suècia als països bàltics. S'acorda una aliança entre Polònia-Lituània, Dinamarca, Saxònia i Rússia contra Suècia el 1699. Aquest pacte és en gran part el resultat de les intrigues del mariscal de camp bàltic Johann Reinhold von Paktul; aquest antic portaveu de la dieta de Livònia s'ha convertit en portaveu dels opositors a les reformes el 1692 abans de passar al camp de Polònia-Lituània. La Gran Guerra del Nord esclata el febrer de 1700. Les tropes saxones i poloneso-lituanes penetren sobre el territori dels països bàltics pel sud però fracassen davant Riga mentre que el rei de Suècia rebutja un atac rus contra Narva. El cos d'exèrcit principal suec dirigit per Carles XII s'enfonsa a Polònia la qual cosa permet a les tropes russes penetrar a Íngria i als països bàltics mal defensats. L'exèrcit rus arrasa els camps i s'apodera de Tartu i de Narva. El sobirà suec, després d'haver vençut sobre els seus enemics a l'oest i haver-los imposat tractats de pau, es torna el 1706 contra els russos amb els que, mentrestant, havia signat un armistici. Però és completament derrotat en la batalla de Poltava a Ucraïna el 1709 la qual cosa permet a les tropes russes d'acabar la conquesta dels territoris bàltics el 1710. El conflicte prossegueix sobretot a Finlàndia. S'acaba el 1721 amb el Tractat de Nystad que confirma l'annexió de l'antiga Livònia per Rússia.
En 1721, al final de la Gran Guerra del Nord, el tsar Pere El Gran s'apodera de la ciutat hanseàtica de Riga i del ducat de Livònia suec (Tractat de Nystad) per tal de tenir un accés marítim permanent cap a Europa. Després Rússia pren possessió de les províncies que continuaven sent poloneses en el transcurs del segle xviii.
Curlàndia, annexada per Rússia de resultes del tercer repartiment de Polònia (1795), és reagrupada amb Estònia i Livònia en un conjunt batejat amb la paraula alemanya Baltikum que és dirigit a partir de 1801 per un governador rus únic instal·lat a Tallin.

### El poder de la noblesa germano-bàltica confirmat
Els nous dirigents russos no introdueixen cap modificació substancial en la regió. La noblesa germanòfona, que ha acollit favorablement el canvi de senyor feudal, retroba la posició que tenia abans de les intervencions dels dos últims sobirans suecs: des de 1710, els privilegis de les dietes de Livònia i d'Estònia són així restaurats i els béns confiscats per la corona sueca són restituïts als germanòfons. Llavors, tots els tsars fins a Alexandre II de Rússia confirmaran aquests drets i la gestió de les províncies serà completament confiada als barons bàltics que a canvi faran prova d'una lleialtat sense falla envers el poder rus. La noblesa letona subministrarà llavors nombrosos funcionaris de rang elevat als sobirans russos que, des de Pere el Gran, es basen en una elit intel·lectual i militar sovint d'origen germànic. En l'aspecte religiós i lingüístic, les autoritats russes no interfereixen amb les pràctiques locals contràriament al que passa en la resta de l'imperi. El marc administratiu és lleugerament modificat: les províncies de Livònia i d'Estònia són dividides cadascuna en 4 districtes. Saaremaa és d'ara endavant un dels districtes de Livònia. El poder rus designa els dos governadors de les regions, generalment russos, que s'ocupen essencialment dels assumptes militars així com els responsables de les duanes i els recaptadors d'impostos. La resta de l'administració és a les mans dels barons bàltics. La llengua de l'administració i de la justícia és l'alemany mentre que la de l'exèrcit i de les duanes és el rus. Els països bàltics són protegits per una barrera duanera de la resta de l'imperi i disposen de la seva pròpia moneda, el tàler.

### La condició de la pagesia alseglexviii
Aprofitant l'autonomia atorgada pel poder rus, la noblesa germanòfona reforça la seva influència sobre les terres agrícoles. Els mõisad controlats en prop d'un 90% per aquesta petita casta que reuneix aproximadament 4000 persones, o sigui 1% de la població, tenen un 81% de les terres cultivables a Livònia el 1758 i un 95% a Estònia el 1774. Com a circumstància agreujant, s'ha d'assenyalar que la part d'aquestes terres explotades per grangers instal·lats de manera permanent disminueix en benefici d'aquella treballada per simples treballadors agrícoles. Com en la totalitat de l'Europa oriental, la condició dels pagesos es degrada i cap a 1780, el servatge s'estén sobre prop d'un 96% dels pagesos estonians. Caterina II de Rússia, arriba al tron rus el 1762 amb la voluntat de modernitzar l'Imperi Rus. Tot sent sensible a les idees del Segle de les Llums, vol establir un Estat fort i centralitzat. En els Estats bàltics, que visita llargament el 1764, intenta limitar el poder de la classe dirigent germano-bàltica. L'any següent, imposa a les dietes una sèrie de reformes destinades a limitar el poder dels grans propietaris predials sobre els seus pagesos tot reconeixent a aquests certs drets. Però l'impacte de les mesures és feble a conseqüència de la resistència passiva dels terratinents i de la imprecisió dels textos. En canvi, Caterina II aconsegueix posar dempeus una xarxa relativament densa d'escoles: el 1787 n'hi ha 223 a Estònia i 275 a Livònia del nord. A la mateixa època, s'estudia la implantació d'un mig milió de pagesos alemanys a la regió, però aquests, a falta de terres disponibles i per causa de la resistència de la noblesa germano-bàltica, són instal·lats finalment sobre les ribes del Volga.
Les autoritats russes endeguen un nou conjunt de reformes durants els anys 1780, reformes que suprimeixen certs particularismes de la regió: les barreres duaneres entre aquesta i Rússia són suprimides, el tàler és reemplaçat pel ruble i els bàltics són d'ara endavant sotmesos a l'impost comú, la capitació russa. Els efectius de l'aparell administratiu augmenten fortament i es russifiquen. La retallada de la província és eliminada i un sol governador, reunint-se a Riga, dirigeix alhora Estònia i Livònia. Els propietaris fins i tot no nobles es poden d'ara endavant reunir a les dietes i en els consells municipals. Es creen tribunals per als pagesos, al costat de tribunals reservats als burgesos i als nobles. Finalment, una reglamentació limita el poder de la noblesa sobre els seus serfs.

### La influència del moviment pietista
Al començament dels anys 1700 un moviment pietista fundat a Bohèmia pel comte Nikolaus Ludwig von Zinzendorf, la predicació dels Germans moravis, s'implanta als països bàltics. Aquest moviment religiós procedent del luteranisme posa l'accent sobre l'aprofundiment de l'espiritualitat personal. Escampa encara més fàcilment atès l'Imperi Rus es desinteressa de les creences religioses dels seus súbdits no ortodoxos i que la jerarquia religiosa luterana no s'ha assabentat de la desaparició de la seva tutela sueca. Entre 1710 i 1740 el moviment pietista pren el control del conjunt de les parròquies religioses del nord de Letònia. El pietisme imposa la lectura de la Bíblia almenys una vegada anualment. Aquesta nova pràctica requereix doncs l'aprenentatge de la lectura per part dels parroquians. Per pal·liar l'absència de sistema d'ensenyament del letó, l'aprenentatge d'aquest es fa a casa sota la conducta de pares instruïts. Aquest sistema dona resultats destacables. El 1743 la dieta de Livónia prohibeix la predicació moràvia que amenaça pel seu igualitarisme l'ordre establert. La prohibició és aixecada el 1764 però entretant el moviment religiós, pres de dissensions internes, es debilita. Tanmateix, la influència del seu ensenyament persisteix com l'igualitarisme que permetrà la implantació ràpida de les idees democràtiques, el puritanisme així com el costum de cantar en corals.

### L'abolició del servatge i les mutacions agrícoles (1819-1861)
Les idees de la Revolució Francesa de 1789 impulsen arreu a Europa un vent de reformes. A les regions bàltiques el seu efecte es conjuga amb l'ascens al tron rus el 1801 d'Alexandre I de Rússia un sobirà més obert que el seu predecessor. Els primers canvis apareixen en Estònia al començament del segle, però els textos que alliberen la pagesia del servatge no són adoptats més que el 1819 per a Livònia, el 1817 per a Curlàndia i Zemgàlia però només el 1861 a Latgàlia que forma en aquell temps part de Rússia. Aquestes lleis institueixen assemblees camperoles a nivell de les vallad, escollides per la petita minoria de pagesos que ha pogut accedir a la propietat; l'assemblea està encarregada de regir les relacions del conjunt de la comunitat camperola amb la noblesa predial (contractes d'arrendament) i amb l'Estat (impostos, reclutament militar) així com d'administrar sobretot l'escola i l'assistència als desproveïts. Aquestes lleis posen fi a una relació feudal entre grans propietaris terratinents i camperols letons i permeten igualment a aquests últims portar un patronímic. Es preveu un període de transició d'una desena d'anys i és només cap a 1830 que els pagesos obtinguin el dret d'anar-se de la terra que treballen per instal·lar-se en un altre lloc. La noblesa rural conserva un poder important : és ella que convoca les assemblees, en controla els comptes i pot continuar aplicant càstigs corporals en cas de no-respecte dels contractes. Una reforma agrària, definida per representants de la noblesa rural liberal i dels representants del tsar, és promulgada el 1849 i és aplicada entre 1856 i 1865: permet als pagesos recomprar les terres que cultiven però pocs se n'aprofiten, ja que les condicions són poc avantatjoses.
L'agricultura letona travessa un període difícil. La caiguda del conreu de cereals en els anys 1820 així com la pèrdua del monopoli dels països bàltics sobre la producció de la vodka comporta una reconversió parcial en la cria de xais per a la producció de llana que és llavors filada en les manufactures construïdes a Riga i a Tartu, però la competència del cotó americà posa fi cap a 1850 a aquesta diversificació. La cultura de la patata es generalitza en principi per a alimentació del bestiar després per a la de l'home i finalment com a matèria primera per a la producció de vodka. La mecanització creixent i la utilització d'adob, envia cap a les ciutats i sobretot Riga els pagesos sense terra que ja no troben feina. El fenomen és accelerat per una sèrie de males collites en els anys 1840 que comporten la pèrdua d'una gran part del bestiar i un principi de fam.

### El despertar nacional letó alseglexix
El despertar del sentiment nacional letó és un procés molt gradual que es desenvolupa en durant tot el segle xix.

### La industrialització delseglexix

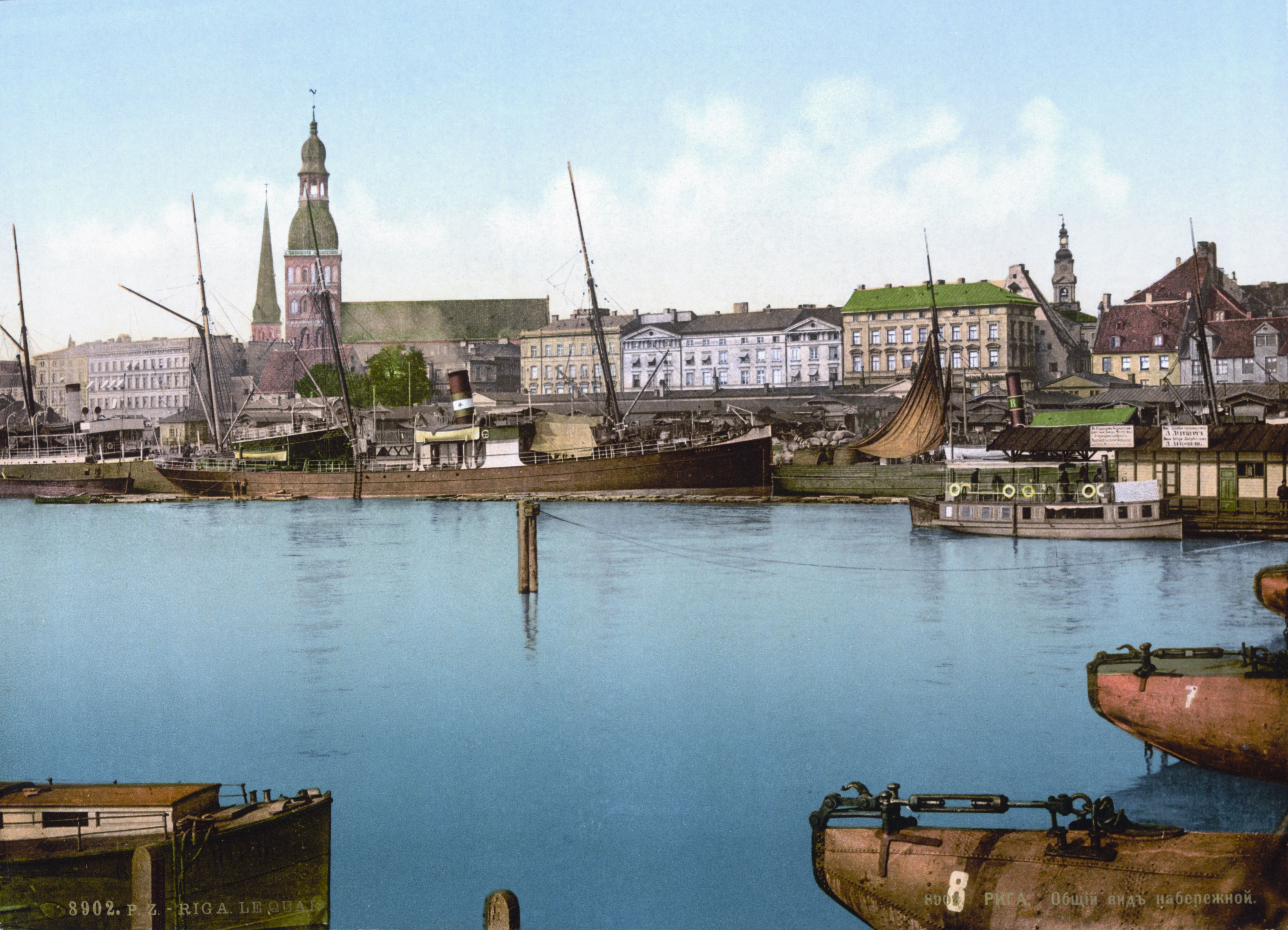
Els molls de Riga a finals del.

L'abundància de la mà d'obra alliberada per l'abolició del servatge i l'esperit d'empresa de la minoria germano-bàltica faciliten el desenvolupament industrial al segle xix. Les primeres manufactures apareixen a Riga en els anys 1820 : serradores i filatures que utilitzen telers mecànics. En els anys 1850 la ciutat utilitza prop de 5000 obrers en 55 fàbriques, algunes de les quals es dediquen a la construcció de maquinària. Es construeixen igualment drassanes a Liebau (Liepaja) i Windau (Ventepils) mentre que una de les majors indústries papereres de Rússia és fundada a Wenden (Cesis). El govern tsarista desenvolupa les relacions ferroviàriesa amb l'ample ferroviari superior cap a Rússia i amb l'ample ferroviari estàndard cap a l'oest: la primera línia Riga-Dünabourg (Daugavpils) és inaugurada el 1861 i en 1877 es construeixen 700 km de vies fèrries al territori letó. Riga és al final del segle la tercera ciutat industrial de l'Imperi Rus i compta algunes empreses destacables com la fàbrica balto-russa que serà el primer a fabricar avions i automòbils a Rússia, la fàbrica Felze i cia. de construcció de màquines i la fàbrica Provodnik que inaugura la fabricació d'objectes de cautxú. Riga es converteix en el segon port de Rússia per al trànsit de mercaderies. La flota de guerra russa de la Bàltica a Liepaja comporta el desenvolupament d'arsenals i d'indústries lleugeres per respondre a les necessitats de nombrosos militars i mariners. Una línia transatlàntica connecta Liepaja amb Nova York: serà la via per on nombrosos emigrants fugiran de la repressió tsarista o els pogroms. Al final del segle, la indústria utilitza 90.000 persones al territori letó.

### La temptativa derussificació(1885-1904)
El naixement de l'Imperi Alemany el 1871, amb el seu nacionalisme agressiu, contribueix a modificar la visió que tenen els dirigents russos sobre els Estats bàltics. Els germano-bàltics no són insensibles al naixement d'una nació alemanya moderna i forta. D'altra banda, la revolta poloneso-lituana de 1863 té com a conseqüència una recuperació de la desconfiança d'Alexandre II de Rússia enfront dels pobles situats als marges occidentals de l'Imperi Rus. El corrent de pensament panslavista, resposta al pangermanisme alemany, es desenvolupa a Rússia: al si de l'imperi, alguns desitgen reforçar la identitat russa de les regions poblades de no russos. Però aquesta ideologia, que predica el naixement d'un Estat Nació rus és poc compatible amb el fet que els russos no representen més que un 43% de la població de l'imperi (el 1897) i té, per això, poca influència sobre la política dels dirigents russos. Tanmateix, de resultes de l'assassinat d'Alexandre II el 1881, que marca una aturada en el període de reformes, Alexandre III de Rússia adopta en part les tesis dels panslavistes. Es nega a reconduir els privilegis dels germano-bàltics i dona com a instrucció als nous governadors províncies bàltiques de reforçar la presència de l'Estat rus. El rus esdevé la llengua de l'administració i de la justícia. Els funcionaris russòfons reemplacen els germanòfons. El poder fomenta les conversions a la religió ortodoxa i fa construir esglésies ortodoxes. Les escoles primàries passen el 1885 sota l'autoritat del ministeri de l'Educació. El rus esdevé progressivament la llengua obligatòria al conjunt dels estudis universitaris escolars. Professors russòfons reemplacen els mestres d'escola que no dominen prou el rus per ensenyar en aquesta llengua. A la universitat de Tartu (la ciutat és rebatejada Iouriev el seu nom rus d'origen), la majoria dels professors, germanòfons, és reemplaçada per russòfons. Els germano-bàltics són pràcticament exclosos de tots els llocs on ocupaven una posició dominant des de feia segles.

### La Revolució de 1905

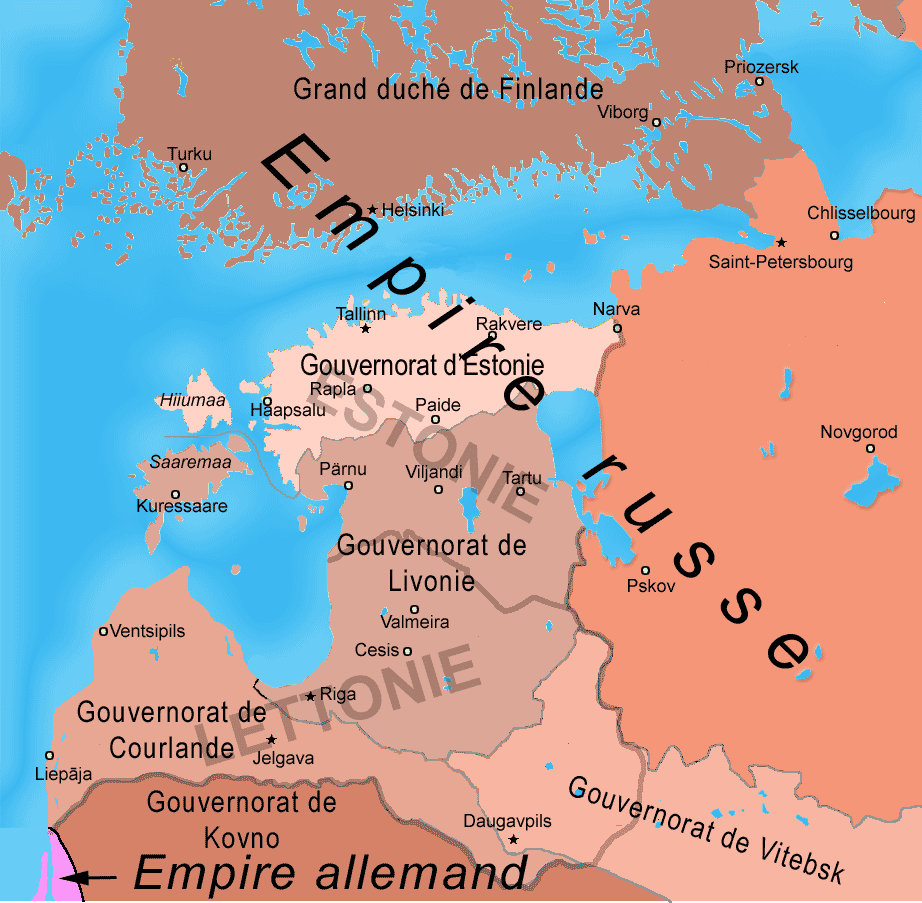
Letònia en l'Imperi Rus a la fi del.

La Revolució russa de 1905 esclata durant la guerra russojaponesa de 1904-1805, en un context de desmoralització militar i de crisi econòmica i social. El seu desencadenant (Diumenge Sagnant (1905) és el control de moviments de vagues i de manifestacions al país letó, anàlogues al que passa en el mateix moment en la resta de l'imperi. El terreny és particularment favorable a Riga, esdevingut tercer centre industrial de Rússia i que aplega un proletariat important. Una vaga general és decretada el 12 de gener a la ciutat per grups revolucionaris. El 13 de gener, la tropa tsarista dispara a una manifestació que s'hi desenvolupa i fa 73 morts i 200 ferits. Alguns dies més tard, Nicolau II de Rússia tracta de calmar els ànims autoritzant la llibertat de reunió i la submissió de proposicions de reforma. Durant els dos mesos següents, el govern rus abandona la política de repressió i de censura. Però la violència guanya terreny. Els pagesos s'apoderen de les propietats de la noblesa, saquegen els edificis i destrueixen les collites. Els grans propietaris, en resposta, creen exèrcits privats per defensar el seu terreny. El 12 d'octubre, es decreta de nou una vaga general a Riga. L'emperador, que ha de fer front a aldarulls similars a tot el territori de l'imperi, promet per un rescripte del 17 d'octubre d'organitzar sobre el territori de l'Imperi Rus, incloent-hi els països bàltics, eleccions amb sufragi universal i autoritza els partits polítics. El partit socialdemòcrata letó, esdevingut legal, organitza un congrés que aplega 1000 delegats que discuteixen les mesures d'autonomia. Però el tsar es cansa de l'agitació que continua malgrat els seus compromisos. El 10 de desembre de 1905, decreta la llei marcial sobre el conjunt dels països bàltics. En resposta a això, les milícies populars ataquen les petites guarnicions, les propietats dels germano-bàltics, les administracions i els bancs, morint 635 alemanys i russos. La repressió de les tropes tsaristes reforçades per les milícies privades és particularment brutal: entre 900 i 2.000 persones són executades sense judici i un nombre encara més important és condemnat a penes de presó, de treballs forçats o exiliat a Sibèria. La repressió és particularment forta a Livònia i a Curlàndia. Les primeres eleccions a la Duma que tenen lloc el 1906, permeten als letons fer el seu primer pas al desert polític. Però més de 5.000 letons fugen de l'opressió tsarista en el transcurs dels anys següents: formen el nucli de la diàspora letona.

## La Primera Guerra mundial

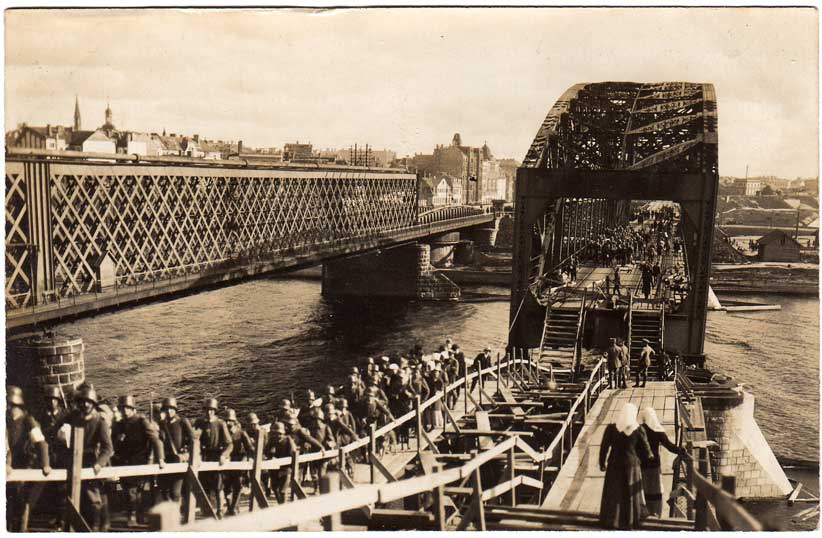
La infanteria alemanya travessa el Daugavà prop de Riga (1917)

L'1 d'agost del 1914, l'Imperi alemany declara la guerra a l'Imperi Rus. La majoria dels letons, enfront de la perspectiva de ser annexats per Alemanya, recolza massivament l'esforç de guerra rus sobre el front oriental. Després d'alguns èxits inicials, les tropes de russos són vençudes a la Batalla de Tannenberg. Les pèrdues humanes són severes, també per als soldats d'origen letó que compten 10.000 víctimes. L'exèrcit alemany entra a Curlàndia i amenaça Riga. El maig, les ciutats letones de Liepāja, Talsi, Tukums i Ventspils són ocupades. La presa de Semitau (Jelgava) és retardada fins a l'agost per l'acció valenta de tropes territorials letones mal armades. Després el front es paralitza. En el transcurs de l'estiu del 1915, 600.000 curlandesos i una gran part de l'utillatge industrial de la regió han estat evacuats al nord del Daugavà, a Livònia i a Rússia conforme a la política de la terra cremada imposada pels dirigents russos però igualment per temor de les exaccions de les tropes alemanyes. S'obren llocs de socors als refugiats a Petrograd i a Moscou per ocupar-se letons foragitats per la guerra. A petició de Janis Goldmanis, diputat de la Curlàndia a la Duma, el govern rus accepta la formació d'unitats de tiradors letons que reben com a missió de donar suport al front de Curlàndia. A finals de 1915 aquestes tropes demostre el seu valor en rebutjar una primera ofensiva alemanya. Per alleujar el front oest que experimenta un violent assalt a Verdun, l'exèrcit rus llança diverses ofensives a la primavera de 1916 i després en el transcurs de l'estiu i al final de l'any. Els tiradors letons hi tenen un paper important. Però els èxits inicials que guanyen al preu de severes pèrdues, no són explotades per l'estat major rus i el descontentament guanya aquestes tropes d'elit.

### La Revolució russa i la presa de poder per part dels bolxevics
L'esfondrament del règim tsarista durant el febrer de 1917, sorprèn tots els actors. La revolució que se'n segueix és al començament, en el país letó com en la resta de l'Imperi rus, poc violenta, ja que les forces de l'ordre es neguen a defensar el règim. El govern provisional del príncep Lvov a Petrograd designa un governador d'origen letó al capdavant de Livònia. Apareixen nous partits, que representen els diferents corrents de pensament polític, entre els quals la Unió d'Agricultors Letons i el partit popular latgalià. Tots els partits, excepte el Partit Bolxevic, hostil al nacionalisme, demanen una autonomia important per a Letònia. Es creen noves instàncies administratives a nivell de les regions letones: a Letgàlia, el consell provisional decideix, després d'intensos debats, deixar el Govern de Vitebsk per unir-se al conjunt letó. Nombrosos comitès executius es formen una mica per tot arreu, a les ciutats i al camp, a iniciativa del partit bolxevic. La propaganda d'aquests amb els tiradors letons és particularment intensa: els soldats són incitats a deposar les armes. El maig de 1917, els tiradors letons, representats amb el seu consell dels delegats, s'uneixen al Partit Bolxevic i alguns d'aquests constituiran llavors la guàrdia personal del dirigent bolxevic Lenin. En el transcurs de les eleccions locals organitzades pel govern provisional rus al territori letó que no és ocupat per les tropes alemanyes, el partit bolxevic obté la majoria. Decideix reunir a Riga els consells i forma el juliol de 1917 un consell executiu dels treballadors, dels sense-terra i dels soldats (Iskolat).
Però els exèrcits alemanys reprenen l'ofensiva i malgrat una defensa desesperada, les seves tropes ocupen Riga el setembre de 1917. Tanmateix, a Pétrograd, el govern provisional rus que triga a portar a terme les reformes esperades i vol prosseguir la guerra amb Alemanya, perd tot suport popular. Lenin aconsegueix prendre el poder aprofitant la feblesa de l'oposició el 7 de novembre de 1917 (calendari gregorià) i decideix negociar immediatament la pau amb Alemanya. Se signa un armistici el desembre mentre que l'exèrcit rus es desbanda: els soldats volen tornar a casa seva i massacren en certs casos els seus oficials.
Els representants dels partits i organitzacions letones, amb la notable excepció del partit bolxevic i del partit socialista-revolucionari, es reuneixen clandestinament a Valka el 17 de novembre de 1917. Designen un Consell nacional provisional. A la fi de gener, i atès que ja no esperen res més del poder rus, decideixen demanar la independència per a Letònia, el territori de la qual engloba Curlàndia, Zemgale, Letgàlia i el sud de Livònia: el règim del nou país haurà de ser determinat per una assemblea constituent (Saeima) escollida pels letons. Al mateix moment, es produeix l'elecció de l'assemblea constituent russa a tot el territori de l'imperi, sense impediments per part de Lenin. Aquest assemblea que haurà de determinar el futur règim. Els bolxevics no tenen més que un 25% de delegats i dissoldran l'assemblea el gener de 1918, alguns dies després de la seva obertura, sense suscitar cap mena de reacció : Lenin ha complert llavors les dues principals aspiracions del poble rus començant les converses de pau amb Alemanya i organitzant la redistribució de les terres als pagesos. Els letons, en territori controlat per l'exèrcit rus, voten en un 72% per als bolxevics.
Trotski, que condueix en nom de la Rússia bolxevic les negociacions amb els alemanys des de novembre, intenta mantenir un difícil equilibri, ja que les condicions imposades per Alemanya són particularment difícils. El comandament alemany fa avançar llavors les seves tropes en territori rus i ocupa sobretot el conjunt de Livònia. Finalment sota la pressió de Lenin, lúcid sobre les capacitats de l'exèrcit rus, se signe el Tractat de Brest-Litovsk el març de 1918 : Rússia ha de cedir més d'un quart del seu territori, sobretot Ucraïna, Polònia, Finlàndia i Lituània.; Quant al territori letó, Curlàndia i Zemgale són col·locades sota l'autoritat alemanya, Letgàlia és unida al territori rus mentre que els habitants de la Livònia (i d'Estònia) són convidats a optar per un dels dos bàndols.
L'ocupació alemanya d'Estònia dura nou mesos, fins a la derrota de l'Imperi alemany el novembre de 1918. Els germano-bàltics reprenen el poder de la regió sota la tutela de les autoritats militars alemanyes. Els nous dirigents germanòfons creen l'abril un Consell nacional (Landesrat) que representa les tres províncies bàltiques i que està compost per 35 representants germano-bàltics (per a les 3 regions) i per representants escollits a les comunitats bàltiques col·locats sota estreta vigilància. L'assemblea proposa a l'emperador Guillem II de Prússia la separació amb Rússia de Livònia i d'Estònia i de crear un gran ducat bàltic (baltikum). El poder alemany que ha pres altres compromisos en el marc del tractat de pau amb Rússia i qui té una confiança limitada en els dirigents locals no dona el seu acord fins al setembre : la creació del Baltikum és proclamada el novembre, al mateix moment que l'Imperi alemany s'esfondra sota la pressió dels exèrcits aliats sobre el front oest.

### La guerra d'independència de Letònia (1918-1920)
La derrota alemanya i l'armistici que li segueix l'11 de novembre de 1918 modifiquen completament el context. Els partits democràtics letons es reuneixen el 17 de novembre a Riga, sempre ocupada per les tropes alemanyes, i afirmen que el comitè és l'únic poder legal a Letònia fins a l'elecció d'una assemblea constituent. Kārlis Ulmanis, de la Unió camperola, és escollit cap del govern; el 18 de novembre l'assemblea declara solemnement la independència de Latvija (nom que els letons donen al seu país) en el que és avui la sala del teatre nacional. No obstant això el govern bolxevic immediatament a la derrota alemanyes: els tiradors letons reunits a la causa bolchévique penetren en territori letó : les tropes alemanyes que, segons els termes de l'armistici, deuen de manera temporal mantenir l'ordre, són afectades per la propaganda bolchévique : cedeixen el terreny sense resistir i abandonant el seu armament. La nova república letona no té cap tropa a oposar. Els tiradors letons ocupen ràpidament la Latgale i la Livonie. Els bolxevics proclamen el 17 de desembre de 1918 la República Soviètica Socialista de Letònia sota la presidència de Pēteris Stučka. Aquest instal·la el seu govern a Valka, i després a Riga, quan aquesta és presa pels bolxevics el 3 de gener de 1919. Stučka feu adoptar el 15 de gener de 1919, una constitució calcada de la de la Rússia bolxevic, es proclama President i Primer Ministre, i instaura règim dictatorial : els opositors i els enemics de classe són foragitats i en certs casos exterminats, les empreses i les explotacions agrícoles nacionalitzades comporten una forta desorganització i una fam a Riga que té com a conseqüència la mort de diversos milers d'habitants.
El govern d'Ulmanis que s'havia refugiat a Libau, últim enclavament a ser ocupat pels bolxevics, no disposa a començaments d gener que de 300 homes a oposar a les tropes bolchéviques. Decideix, contra l'opinió d'una part del consell nacional, apel·lar als alemanys prometent la nacionalitat letona i terres als voluntaris. Aquests són nombrosos i reforçats per unitats de l'exèrcit alemany en fracàs formen la Divisó de Ferro els efectius de la qual atenyen els 10.000 homes. El general alemany Rüdiger von der Goltz es posa al capdavant i expulsa les tropes bolxevics de Curlàndia i Semigàlia, mentre que un batalló letó de 1.600 homes, que havia estat fins aleshores aïllat del govern provisional per l'avanç de l'Exèrcit Roig, feu retrocedir aquest al nord del Daugavà amb l'ajuda de les tropes estonianes amb les quals s'havia acordat una aliança. Però Rüdiger von der Goltz i els barons germano-bàltics, recolzats sotamà pel nou govern alemany decideixen d'eliminar el govern provisional letó i estableixen un govern titella dirigit pel pastor Andrievs Niedra. El govern Ulmanis ha de cercar refugi als vaixells de la coalició aliada que organitzen el bloqueig de Libau. La Divisió de Ferro torna a l'ofensiva i ràpidament aconsegueix avantatge sobre les tropes bolxevics, desorganitzades i mal entrenades. El 23 d'abril de 1919, les tropes alemanyes prenen Riga, on massacren totes les persones sospitoses de ser simpatitzants bolxevics i fan 4.000 morts, en represàlies de massacres perpetrades pels rojos sobre nombrosos súbdits alemanys abans de la seva fugida. Stučka fuig i es refugiarà a Rússia.
Von der Goltz fa llavors avançar les seves tropes cap a Livònia, amb el pretext d'encalçar els bolxevics, però en realitat ho fa per lluitar amb les forces letones fidels al govern provisional i els seus aliats estonians. La Divisió de Ferro és derrotada per les tropes bàltiques en el transcurs de la batalla de Wenden el 22 de juny de 1919. L'exèrcit alemany ha de retrocedir fins a Riga. Mentre que el Tractat de Versalles és ratificat el 23 de juny, els aliats imposen el restabliment en les seves funcions del govern provisional i una aturada dels combats. Els membres de la Divisió de Ferro que no van néixer a Letònia han d'entrar a Alemanya mentre que les unitats alemanyes d'origen autòcton són col·locades sota comandament letó. Però von der Goltz no renuncia i decideix posar-se al servei dels exèrcits russos blancs. Reconstitueix a Curlàndia un cos d'exèrcit de 24.000 homes, les partides de guerrillers, barreja de voluntaris alemanys, d'unitats del 6è cos alemany i de 6.000 homes de la Divisió de Ferro. Amb el pretext de recolzar l'ofensiva del general rus blanc Iuudenevitx contra Petrograd, fa marxar les seves tropes l'octubre de 1919 sobre Riga. Després d'haver ocupat els ravals, defensat per febles efectius letons, és finalment rebutjat pels tirs dels canons de la flota aliada que, exasperada pel doble joc alemany, ha decidit intervenir. Les partides de guerrillers, rebutjades per les tropes letones, són després vençudes per les tropes lituanes l'11 de novembre., es refugien a Prússia, deixant rere ells un rastre de destrucció i morts.
El gruix de l'exèrcit letó posa en marxa l'ofensiva a començaments de gener del 1920 a Letgàlia, ocupada per les tropes bolxevics. Els tiradors letons, de l'Exèrcit Roig, la fidelitat dels quals ja no estava del tot clara, són enviats a altres fronts i l'exèrcit letó s'enfronta a les tropes russes. Aquestes són progressivament rebutjades i a començaments de febrer el conjunt del territori letó és reconquerit. Des de setembre de 1919 els dirigents russos, els exèrcits dels quals estan compromesos a múltiples fronts, desitgen signar un armistici. Després de llargues discussions amb els dos altres estats bàltics per definir una posició comuna enfront de Rússia i arreglar contenciosos fronterers., Letònia signa l'11 d'agost de 1920 el Tractat de Riga pel qual Rússia reconeix la república de Letònia i renuncia definitivament a tota reivindicació territorial. D'altra banda el govern letó aprova un acord amb Alemanya, pel qual Letònia renuncia a exigir compensacions pels danys comesos pels exèrcits alemanys a canvi de la no reclamació de les indemnitzacions per la nacionalització de les terres dels propietaris germano-bàltics. Aquest acord mai no serà ratificat per Alemanya.

## La República de Letònia (1918-1940)

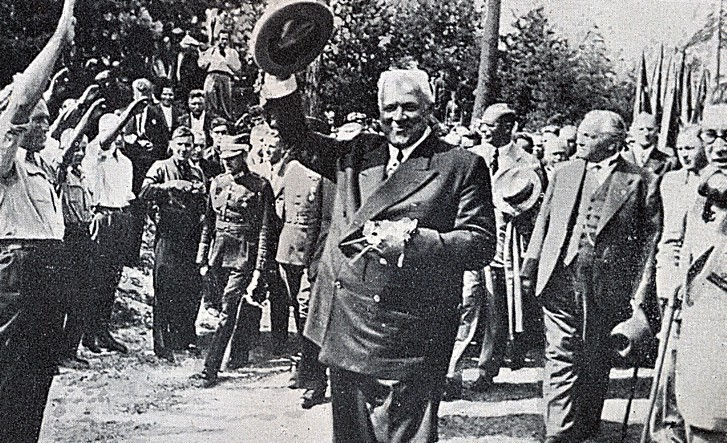
Kārlis Ulmanis, primer ministre (1918-1921, 1931, 1934-1940) i president (1936-1940) de la República de Letònia

### La implantació de les institucions
Les potències aliades es mostraven reticents a reconèixer els Estats bàltics, ja que això podia ser una font d'obstacles per a la restauració d'un Estat rus després de l'esperada sortida esperada dels bolxevics, i la viabilitat d'aquestes nacions els semblava dubtosa. Reconeixen no obstant això de iure Letònia el 26 de gener de 1921 i accepten el setembre de 1921 la seva entrada a la Societat de Nacions. El nou estat organitza l'elecció d'una assemblea constituent amb sufragi universal proporcional directe així que el territori és alliberat dels seus diferents ocupants. Aquesta es reuneix per primera vegada l'1 de maig de 1920 a Riga. Està formada per 150 diputats repartits entre 16 partits: els socials-demòcrates (57 diputats), la Unió agrària (26 diputats), els partits latgalians (24 diputats) són les formacions més importants. El partit bolxevic que no vol reconèixer l'Estat letó no va poder participar en l'elecció. Jānis Čakste de la Unió agrària, que havia presidit el Consell nacional provisional i del qual es reconeixien unànimement els seus dots d'organitzador així com les seves capacitats jurídiques i polítiques, és nomenat president mentre que Kārlis Ulmanis és anomenat primer ministre. L'assemblea es dedica immediatament a la definició de la constitució i al dossier de la reforma agrària.

### La reforma agrària
La reforma agrària és amb la constitució letona, el tema més esperat pels letons. El 1897, prop d'un 50% de les terres agrícoles són a les mans grans propietaris generalment germano-bàltics, però igualment de vegades russos, polonesos i fins i tot letons. Els sense terres representen llavors el 61,2% de la població rural. Els esdeveniments que s'esdevenen des del desencadenament de la Primera Guerra mundial comporten la fugida de la majoria dels grans propietaris i les seves explotacions foren sovint envaïdes pels pagesos més desproveïts o obrers sense feina que intenten una tornada vers la terra. El govern és sotmès a pressió pel partit dels bolxevics que reclama la col·lectivització de les terres. La llei de setembre de 1920 nacionalitza totes les propietats de més de 110 hectàrees. Les terres recuperades, o sigui aproximadament 3 milions d'hectàrees, són revenudes a baix preu (de 10 a 20 lats l'hectàrea segons la qualitat de la terra), als pagesos sense terra, als antics combatents condecorats, a les famílies de les víctimes de la guerra i als soldats. Es concedeixen crèdits amb condicions favorables als nous propietaris per a la compra dels terrenys, la construcció d'edificis agrícoles i l'adquisició d'eines. Els grans propietaris conserven una part inalienable de 110 hectàrees. Els drets diversos que aquests s'havien atorgat (dret de molí, caça, pesca ...) són abolits. Gràcies a aquestes mesures els pagesos sense terra no representen ja no representen el 1930 més que el 23,2% de la població rural. La qüestió de la indemnització dels antics propietaris divideix l'assemblea constituent : la dreta hi és favorable mentre que el centre i l'esquerra no en volen. S'aprova finalment un acord amb Alemanya que anul·la tota demanda de reparació per danys de guerra a canvi de l'absència d'indemnització dels germano-bàltics, però aquest acord finalment no és ratificat per la República de Weimar. Els germano-bàltics adrecen una demanda d'indemnització a la Societat de Nacions el 1924 però se'ls desestima.

### La vida política en el període d'entreguerres

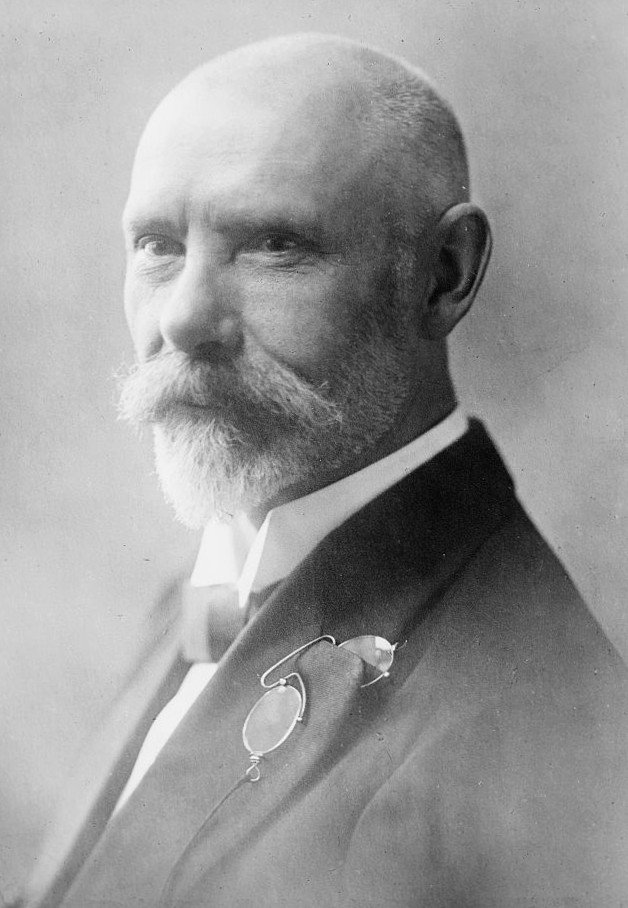
Jānis Čakste president de Letònia en 1926

La nova constitució, adoptada el 15 de febrer de 1922, opta, com l'Estònia veïna, per un règim parlamentari el més proper possible als principis democràtics, que es revelarà a la pràctica mal adaptat als temps de crisi que seguiran i a la immaduresa política d'aquest nou país. El poder legislatiu és exercit per una cambra única de 100 representants, la Saeima, escollida per a 3 anys amb sufragi proporcional. El cap d'Estat, que és escollit per a tres anys pel parlament, tria el cap de l'executiu, representa Letònia al país i a l'estranger i pot demanar la dissolució del parlament mitjançant un referèndum. Els ciutadans disposen d'importants drets, com ara els de poder iniciar referèndums populars a condició de recollir prou firmes (Un 10% del col·legi electoral). El poder executiu és confiat al primer ministre i als seus ministres que són responsables davant el parlament. El poder judicial i el poder executiu són en teoria independents però són en realitat tributaris de les decisions de l'assemblea i, per tant, de l'arbitri dels partits. La primera assemblea Saeima és escollida començaments de 1922. El sistema d'escrutini de llista proporcional afavoreix la dispersió dels vots: els 100 escons es reparteixen entre 19 partits, on dominen els socialdemòcrates (30 representants) i la Unió agrària (17 representants). La multiplicació dels partits caracteritza la vida política letona durant tot el període : això té com a conseqüència la formació de coalicions inestables que paralitzen l'acció de l'executiu.
Entre 1922 i 1934, són escollides de manera successiva quatre assemblees, que donaran lloc a 13 governs: l'escrutini amb sufragi proporcional a una volta facilita la multiplicació dels partits i la part de les grans formacions (Socials demòcrates i Unió Camperola) s'erosiana amb cada elecció. La Unió Camperola (de 17 escons el 1922 a 14 diputats en l'última assemblea), a la dreta, donarà 10 primers ministres i tres dels presidents mentre que el partit socialdemòcrata (de 30 a 21 escons) es troba generalment en l'oposició. L'elaboració d'una coalició requereix nombrosos estira i arronses, però l'executiu aconsegueix, en aquestes condicions difícils, dotar en alguns anys Letònia d'un conjunt d'institucions eficients: administracions, xarxa d'escoles primàries, codi de la nacionalitat que protegeix les minories, sistema de seguretat social.
La Gran depressió colpeix Letònia com la resta del món al començament dels anys 1930. La crisi econòmica i la ineficàcia aparent del règim, paralitzat per les baralles interpersonals, la multiplicació dels partits i la fragilitat de les coalicions, afavoreix el descontentament de la població. Els partits nacionalistes reclamen un règim autoritari, com el d'Antanas Smetona a la Lituània veïna establert en 1926, que sembla donar proves d'eficàcia enfront de la crisi. Els més extremistes creen el Perkonkrusts que reclama l'exclusiva dels llocs de responsabilitat per als letons de soca-rel i té un programa obertament antisemita. La Unió Agrària proposa reforçar el paper del president : aquest ha de ser escollit per sufragi universal i tenir el poder de dissoldre l'assemblea parlamentària. Sols és acceptada la primera proposició. Finalment en la nit del 15 al 16 de maig de 1934 el presideixen Ulmanis amb el suport del ministre de la guerra, Jānis Balodis, i dels caps de la Guarda Nacional (Aizsargi) realitza un cop d'estat. Fa detenir els principals dirigents partits d'oposició, dissol el parlament, suspèn la constitució per «evitar els desordres al país» i proclama la llei marcial per un període de 6 mesos. Els moviments de protesta, de feble amplitud, són reprimits per l'exèrcit sense vessament de sang. Ulmanis constitueix un nou govern del qual n'escull els membres, i amb el qual durà a terme una política d'unió nacional amb una tornada als valors tradicionals, la creació de corporacions. El règim, el programa del qual s'assembla al de molts règims feixistes que apareixen arreu a Europa en aquell temps, no constitueix tanmateix un règim totalitari, ja que Ulmanis no té el temperament d'un dictador. La majoria de la població acull favorablement el canvi, ja que confia en la integritat d'Ulmanis.

### La societat letona

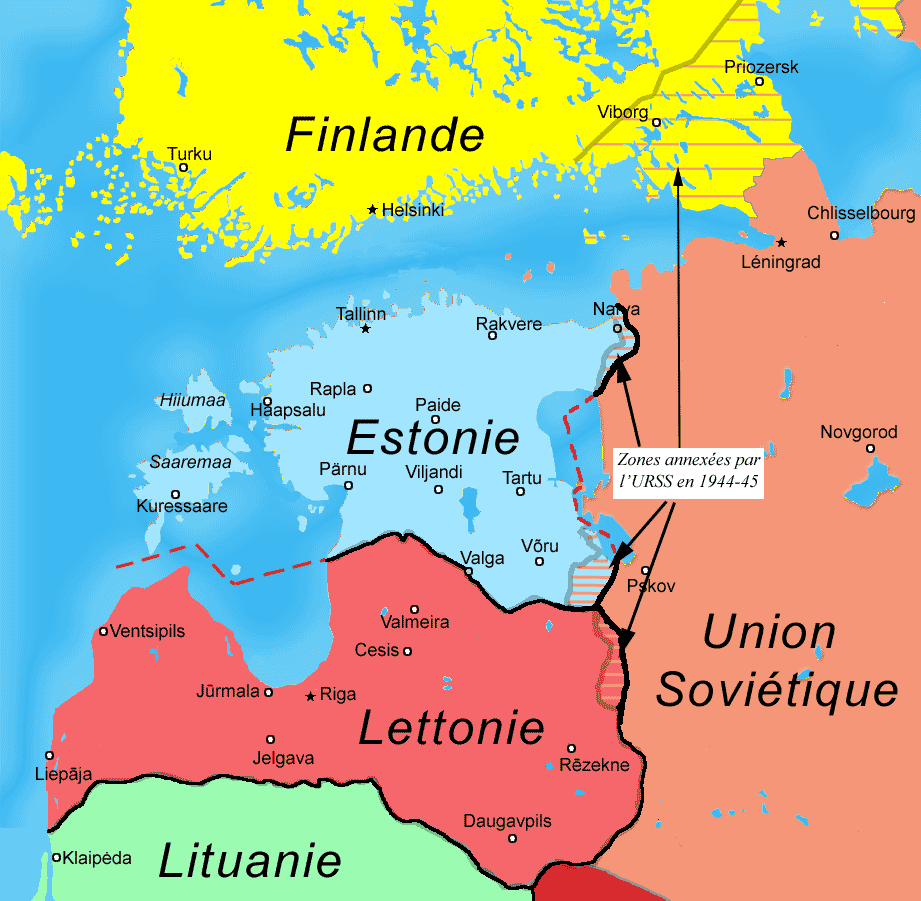
Territoris de Letònia i Estònia en el moment de llur primera independència

La cultura letona es desenvolupa per la proclamació del letó com a llengua oficial. Els letons representen un 75% de la població el 1939.

### L'economia
La primera guerra mundial va arruïnar l'economia letona. L'utillatge industrial, evacuat en gran part cap a Rússia per evitar que caigués en mans alemnayes, no fou restituït pel nou govern soviètic. Un terç de les granges així com els canals de comunicació, en particular els ponts, van ser destruïts, la marina mercant letona, pròspera abans del conflicte, fou igualment destruïda. La indústria letona, que abans de la guerra estava constituïda per grans empreses que produïen en massa per a l'enorme mercat rus, s'ha de conformar d'ara endavant amb un mercat interior de mida reduïda. La població de Letònia havia caigut de més d'un 30% passant de 2,5 a 1,7 milió d'habitants i la relació desequilibrada dels sexes en la població adulta (1,21 dones per a 1 home el 1920) reflecteix una sagnia sense equivalent a cap altre país d'Europa. La indústria es redreça, no obstant això reorientant la seva producció cap al mercat interior. Letònia està desproveïda de recursos energètics i miners. L'agricultura cerealista, la ramaderia i el sector agroalimentari es redrecen ràpidament i Letònia esdevé sobretot un exportador de productes agrícoles com la mantega. La crisi econòmica dels anys 1930 reforça a Letònia el nacionalisme. Després del cop d'estat de 1934, l'Estat nacionalitza les empreses en mans del capital estranger i fomenta l'autosuficiència de l'economia letona. El comerç exterior esdevé excedentari i alguns productes com les càmeres fotogràfiques Minox adquireixen una reputació mundial. En vigílies de la Segona Guerra Mundial el sector industrial utilitza tants assalariats (100.000) que el 1914. Sense ajuda exterior Letònia aconsegueix elevar el nivell de vida dels letons a nivells propers al de les economies més avançades.

## La Segona Guerra mundial

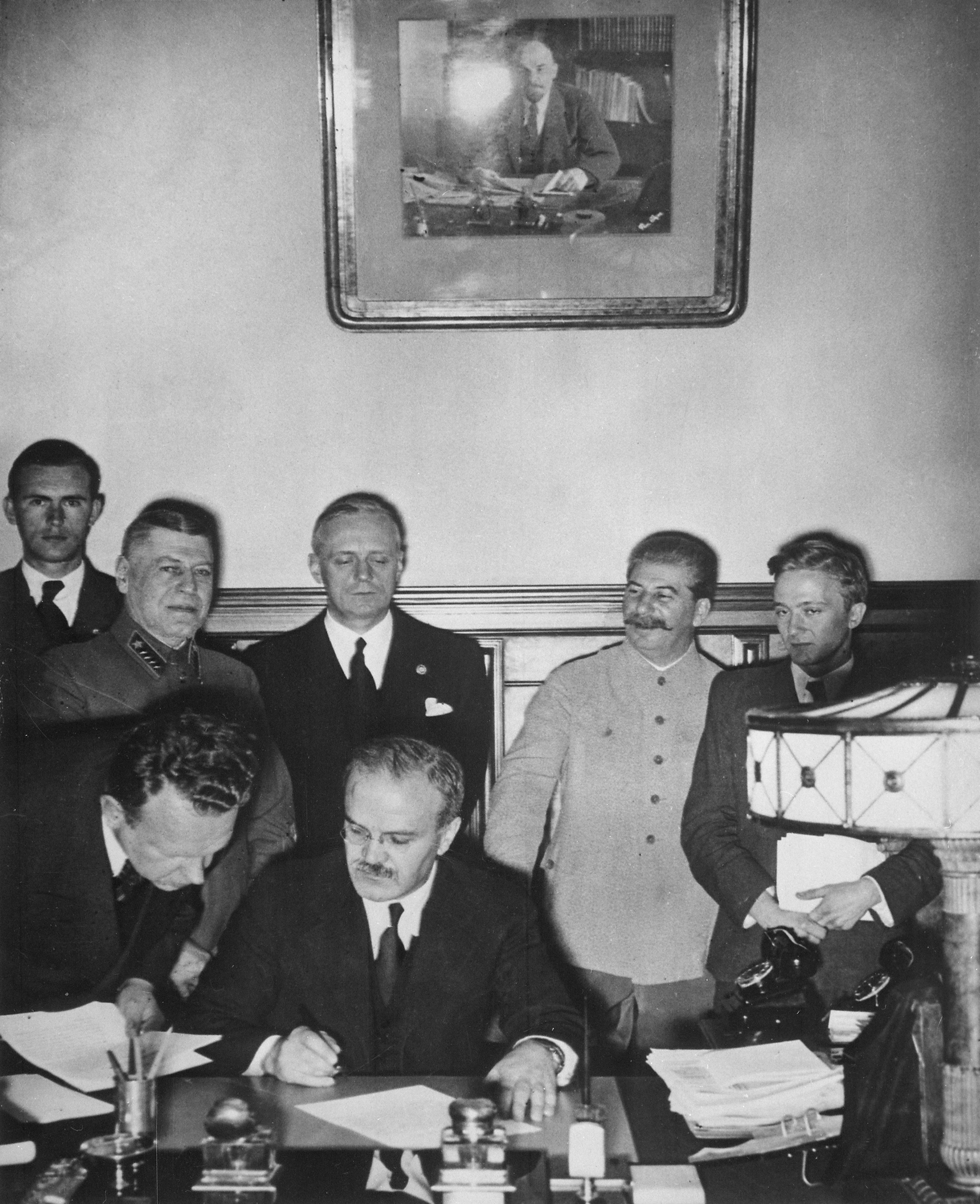
Firma del pacte per Mólotov. Ribbentrop és a la dreta de Stalin en segon pla.

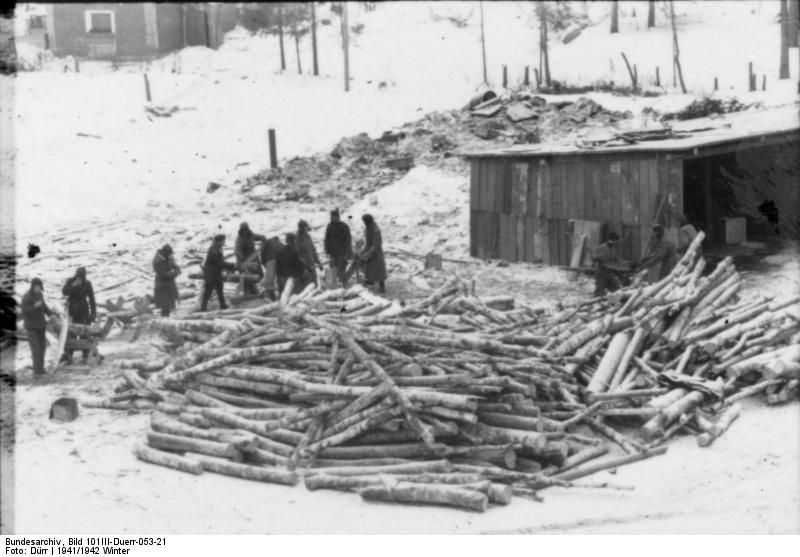
El camp de concentració de Salaspils, on van exercir com a guàrdies membres del Sonderkommando Arājs.

### La primera ocupació soviètica (1940-1941)
Poc després del fracàs de les negociacions entre la Unió soviètica d'una part i França i el Regne Unit de l'altra, l'Alemanya nazi i l'URSS signen el 23 d'agost de 1939 el Pacte germano-soviètic. A més a més d'un acord de no-agressió, aquest tractat conté clàusules secretes que delimiten les zones d'influència d'Alemanya i l'URSS. Els dirigents soviètics no havien acceptat la independència dels països bàltics que priva la Unió soviètica d'un accés a un mar lliure de gels a la seva part occidental. Obtenen dels alemanys que Letònia, com també Estònia, sigui inclosa en la zona d'influència de l'URSS. El 1r setembre, l'exèrcit alemany, que d'ara endavant ja no correrà més el risc d'haver de lluitar en dos fronts, envaeix Polònia, el que posa en marxa l'entrada en guerra de França i del Regne Unit i el començament de la Segona Guerra Mundial. Stalin, en comprovar que el conflicte es torna avantatjós per a Alemanya, declara al seu torn la guerra a Polònia el 17 de setembre de 1939 i ocupa la part oriental d'aquesta, conforme al pacte.
El 25 de setembre de 1939, Moscou adreça un ultimàtum als països bàltics: els seus representants són convocats a Moscou, on són obligats, sota l'amenaça d'una ocupació militar, de signar un tractat d'«assistència mútua» que imposa la instal·lació de bases militars soviètiques sobre els seus territoris. El govern letó, que no pot esperar cap assistència de l'exterior i disposa de pocs mitjans per resistir a l'exèrcit soviètic, accepta signar el tractat que és ratificat el 31 d'octubre de 1939. Immediatament 30.000 soldats soviètics s'instal·len a Letònia, principalment sobre la costa de Curlàndia. En els mesos que segueixen, els soviètics no interfereixen en la marxa del país i el president Ulmanis intenta tranquil·litzar la població. Tanmateix, el maig de 1940, el govern letó decideix en secret confiar poders extraordinaris al seu ambaixador a Londres Karlis Zarins i transferir la reserva d'or del país a l'estranger. Alemanya, que no pot reconèixer el contingut de les clàusules secretes del pacte, demana als bermano-bàltics que se'n vagin del país amb el pretext d'anar a colonitzar les terres novament conquerides. El 80% dels germano-bàltics letons, o sigui 54.000 persones, accepten avenir-se a les instruccions de Berlín en el transcurs dels mesos posteriors, amb la qual cosa posen definitivament fi a set segles de dominació.

La derrota dels aliats sobre el front occidental permet a la Unió soviètica salvar l'etapa següent. El dia de l'entrada de les tropes alemanyes a París el 14 de juny de 1940, Moscou endega incidents a les fronteres dels països bàltics després adreça un nou ultimàtum amb el pretext que el pacte d'assistència mútua signat per aquests el 1934 constitueix una greu amenaça per a l'URSS. Als governs els és ordenat d'obrir la seva frontera a les tropes russes. Letònia, com els seus veïns, obtempera i en la nit del 16 al 17 de juny 200.000 soldats soviètics penetren al territori i prenen possessió dels principals punts estratègics. El govern del país ha de cedir el lloc a un govern titella compost d'intel·lectuals letons desconeguts pel món polític i dirigit per l'investigador en biologia Augusts Kirchensteins. El partit comunista letó és legalitzat i immediatament s'organitzen eleccions pels dies 14 i 15 de juliol. Només el partit comunista és autoritzat a presentar una llista i l'abstenció és considerada com una 
| « | traïció envers el poble | » |

 Els candidats imposats per l'ocupant són escollits pel 97,8% dels votants amb una taxa de participació del 94,8%. L'assemblea es reuneix el 21 de juliol i vota tres resolucions, tanmateix absents del programa presentat pel partit comunista: proclamació de la «República socialista de Letònia», nacionalització de les empreses i dels bancs, demanda d'admissió de Letònia al si de la Unió soviètica. El president K Ulmanis, que havia dimitit el dia abans, és deportat el mateix dia i morirà als camps de treball. La demanda d'adhesió de Letònia a la Unió soviètica és acceptada el 5 d'agost de 1940 pel Soviet Suprem. En els dies posteriors, s'adopta una constitució calcada de la de la Unió Soviètica.
Comença llavors l'«any dels horrors» (en letó Baigais Gads). Els dirigents soviètics nacionalitzen immediatament les empreses de més de 10 a 20 obrers dels quals els dirigents dels quals són així apartats, així com els hospitals, els immobles destinats a l'habitatge i les botigues. Els dipòsits bancaris de més de 1000 lats (aproximadament 40 £ de l'època) són confiscats; després es fixa un canvi del lats és contra el ruble amb una taxa corresponent a una devaluació del 90%. Les explotacions agrícoles de més de 30 hectàrees són nacionalitzades i les terres són redistribuïdes als pagesos sense terra. Els mitjans d'explotació (màquines i cavalls) són reagrupats en un nombre limitat d'estacions per repartir-los mentre que es defineixen plans d'explotació (sembra, collita) comuns, per a parts senceres de la regió, sense tenir en compte ni les condicions meteorològiques ni les particularitats locals. Des de juliol de 1940 comencen a produir-se purgues. Els membres dels governs del període d'entre-guerres, la majoria dels diputats, els quadres dirigents de les empreses i nombrosos oficials de l'exèrcit letó són deportats amb les seves famílies. La majoria no tornaran. Mentre que Alemanya es prepara a declarar la guerra a la Unió soviètica, es prepara i posa en marxa una purga encara més radical entre el 14 i el 22 de juny de 1941 (dia de l'atac alemany) en la totalitat dels països bàltics. A Letònia 13.600 letons, 1.100 jueus, 1.500 polonesos, russos així com gairebé tots els oficials letons que havien eludit les primeres purgues són deportats.

### L'ocupació alemanya (1941-1945)

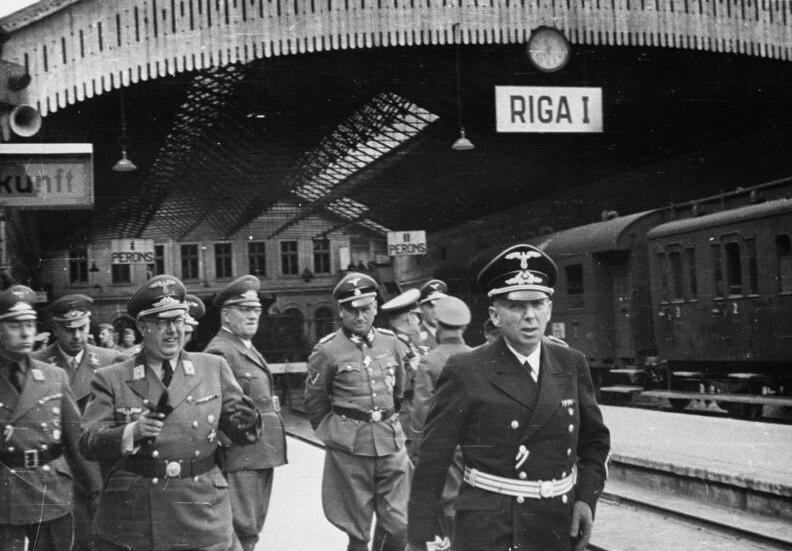
Dirigents nazis a l'estació de tren de Riga (1943)

El 22 de juny de 1941, Hitler llança l'Operació Barbarroja i les tropes alemanyes envaeixen l'URSS. L'atac no era esperat en aquesta data per l'Exèrcit Roig que es troba, d'altra banda, profundament desorganitzat per les Grans Purgues dels anys 1930 que l'han privat dels seus quadres dirigents. L'exèrcit alemany s'endinsa ràpidament en profunditat al territori soviètic: Riga és ocupada des de l'1 de juliol i els russos són completament expulsats del país el 8 de juliol. La població, que ignora les clàusules secretes del pacte germano-soviètic, acull amb els braços oberts les tropes alemanyes. Milícies es formen espontàniament per capturar els soldats soviètics i els col·laboradors comunistes. Aproximadament 50.000 letons fugen el país amb l'Exèrcit Roig més 10.000 dels quals sota coacció. Mentre que els letons s'esperen la tornada a la situació d'abans de guerra, les autoritats alemanyes posen ràpidament fi a les seves il·lusions. Aquestes, sense anunciar-ho oficialment, consideren Letònia com una futura terra de colonització alemanya que els letons ocupen a títol temporal fins que no s'acabi la guerra en curs. El destí dels letons, segons el pla posat en el punt el 1942, és del 50% la deportació a Sibèria, i la resta servir de mà d'obra servil als futurs colons alemanys, convertint el territori en una àrea de població alemanya en els 25 anys posteriors a la guerra. Esperant aquest dia els béns confiscats pels soviètics són en major part conservats per les autoritats alemanyes mentre que s'estableix una administració autòctona (anomenada en letó Pasparvalde), col·locada sota una supervisió estreta de l'ocupant. L'objectiu que li és fixat és de participar en l'esforç de guerra alemany tot subvenint a les necessitats de base de la població. Els tres països bàltics, que deuen en el futur compartir la mateixa sort, formen el Reichskommissariat Ostland, la seu del qual és a Riga.
Des del començament de l'ocupació, la Gestapo i les unitats SS encarregades d'eliminar les poblacions jueves s'instal·len en el país. Els 170 homes de l'Einsatzgruppen que han de posar en marxa la solució final a Letònia són ajudats per voluntaris letons reagrupats al voltant de Viktors Arājs, el Sonderkommando Arājs. Durant els primers dies de l'ocupació alemanya, els jueus són massacrats de manera incontrolada al carrer o a casa seva. Després les autoritats alemanyes organitzen l'exterminació de manera sistemàtica reunint prèviament els jueus en guetos com a Riga. Els 28.000 jueus d'aquesta ciutat són eliminats en dos cops al bosc de Rumbala el 30 de novembre i 8 desembre de 1941. El gener de 1942, no queden més que 4.000 dels 70.000 jueus que residien a Letònia abans del començament de la guerra. El comando d'Arājs serà responsable de la meitat dels assassinats. Dos mil zíngars, o sigui la meitat de la comunitat letona, són exterminats amb els jueus. Els mateixos letons són víctimes del terror nazi. Prop de 50.000 letons, comunistes, resistents però igualment simples particulars culpables d'haver pronunciat una paraula prohibida o d'haver lliurat subministraments amb retard a l'exèrcit alemany són empresonats. Des del començament de l'ocupació es forma una resistència, que no obstant això està dividida sobre els objectius a aconseguir. Un primer moviment de resistència, que aspira al retorn de la democràcia, es reagrupa progressivament al voltant de personalitats polítiques d'abans de la guerra i forma el 13 d'agost del 1943 el Consell nacional letó que intenta informar els aliats de la situació a Letònia i disposa d'una força militar de 3.000 homes ben entrenats. Però el 1944 el moviment és decapitat pels alemanys: els principals dirigents són arrestats i després enviats a camps de concentració on la majoria moriran. La resistència comunista prosoviètica té poc suport a Letònia però progressivament l'estat major soviètic arriba a infiltrar partidaris majoritàriament no letons. El 1944 hi ha també diversos milers de partidaris a Livònia i Letgàlia que ataquen amb èxit els dipòsits militars alemanys i els canals de comunicació tot recollint informacions per a l'Exèrcit Roig.
Des del començament de l'ocupació alemanya, diverses unitats letones són constituïdes per les autoritats alemanyes: estan encarregades de vigilar les instal·lacions militars i d'empaitar els soldats russos. D'altra banda una milícia civil està encarregada de vigilar les mentalitats. A partir de l'hivern 1941 l'exèrcit alemany que ha perdut molts efectius durant la batalla de Moscou demanda a la Pasparvalde de proveir-li brigades suplementàries encarregades de la seguretat interior. Malgrat la demanda dels dirigents letons, aquestes unitats són col·locades sota comandament alemany. Aquestes tropes són aviat enviades al front on es distingeixen. A partir de febrer de 1943 formen la Legió letona constituïda per 2a brigada, que després d'haver estat reforçada a començaments de 1944 esdevé la 19a Divisió Waffen SS de Granaders, i la 1a brigada SS transformada llavors en 15a. À A partir de l'hivern 1943 l'exèrcit alemany comença a batre's en retirada al front rus. Durant l'estiu del 1944, l'Exèrcit Roig rebutja progressivament la Wehrmacht a través dels països bàltics. Aproximadament 200.000 soldats són envoltats a la península de Curlàndia, entre els quals la 19a divisió letona. Fugint de l'avanç de l'Exèrcit Roig 250.000 civils letons troben igualment refugi al reducte. Aquesta es mantindrà fins a l'armistici del 8 de maig, malgrat les ofensives mortíferes i fratricides dutes a terme pel 130è cos d'exèrcit de tiradors letons compost en gran part de letons de la Unió soviètica. Aproximadament 130.000 refugiats arriben a escapar-se amb vaixell cap a Suècia, Alemanya i altres països europeus; els altres entraran llavors a Letònia. La 15a divisió letona participa en l'última batalla al voltant de Berlín i es rendeix als aliats el 2 de maig.
El balanç humà i material de la Segona Guerra mundial és catastròfic. El país ha perdut un quart de la seva població d'abans de la guerra: al costat de les víctimes dels exterminis soviètic i alemany, 60.000 homes han estat morts o ferits sota l'uniforme alemany o rus, el mateix nombre és retingut pres, meitat pels soviètics i meitat pels aliats i 150.000 persones han fugit del país. El 1945, hi ha 3 dones per cada 2 homes. Diverses ciutats així com la meitat de la infraestructura ferroviària han estat destruïdes pels combats. Les fàbriques han estat desposseïdes del seu equip. La més gran central hidroelèctrica del país ha estat destruïda. Més de la meitat del bestiar ha desaparegut i el bosc ha estat en part arrasat pels alemanys.

## La Letònia soviètica (1945-1991)

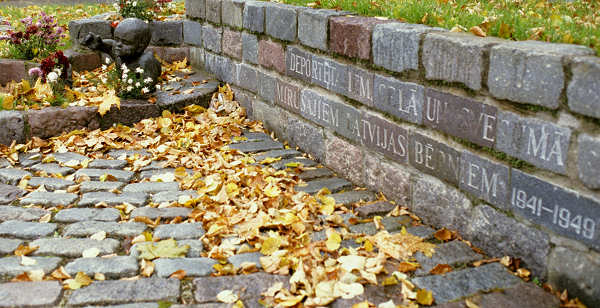
Monument commemoratiu consagrat als nens letons morts en la deportació.

### El temps de la repressió
Fins i tot abans de l'ocupació soviètica, els resistents prenen el camí del maqui: són letons que intenten eludir el reclutament alemany. Després de la derrota alemanya, se'ls uneixen antics membres de la legió segona letona, desertors enrolats, malgrat ells, per un o l'altre bel·ligerant i pagesos que fugen de la col·lectivització. Els «Germans del Bosc», que són a finals de 1944 aproximadament 10.000 segons les autoritats soviètiques, s'amaguen als vastos boscos letons. Formen petites bandes d'un centenar d'homes al màxim, mal armats i amb accions no gaire coordinades. S'enfronten a les forces d'ocupació soviètiques així com als comunistes locals (en maten aproximadament 1.500). Sobreviuen gràcies al suport de la població local i viuen amb l'esperança d'una intervenció armada dels països occidentals. El Regne Unit llença en paracaigudes armes i enviats però els serveis secrets anglesos han estat infiltrats i l'ajuda no els arriba. Els soviètics intenten de manera inicial aconseguir el seu objectiu amb forces armades clàssiques sense gran resultat. Aconsegueixen la seva fi prometent l'amnistia, empresonant els parents propers (13.000 entre 1945 i 1949) dels resistents, qualificats de «bandits» i infiltrant-se al moviment. Al començament dels anys 1950 el moviment dels Germans del Bosc, que ja no espera socors de l'exterior i que es troba privat de suport logístic per causa de la col·lectivització, desapareix.

### La col·lectivització de l'agricultura
Els dirigents soviètics volen estendre a les terres letones la col·lectivització de les explotacions agrícoles que és la norma en la Unió Soviètica. Amb aquest objectiu, la mida màxima d'una granja és fixada en 25 hectàrees i 6 hectàrees per als grangers sospitosos de col·laboració passada amb els alemanys. S'exigeixen contribucions en espècie i en diners, al límit del suportable, a pràcticament tots els grangers. En 1946 6.000 grangers que no poden fer front a aquesta imposició renuncien a la seva explotació, el 1947 són 10.000 i el 1948 més de 30.000 són perseguits per no pagament. Els pagesos són animats a reagrupar-se en granges col·lectives (els kolkhozs) però malgrat aquestes incitacions pocs d'ells fan aquesta tria. Les autoritats soviètiques preparen llavors el 1949 la deportació a Sibèria dels pagesos més reticents. S'estableix una llista de 10000 «kulaks».: el 25 de març de 1949 13.000 famílies, dones i nens inclosos, són arrestades per la policia i la milícia i conduïdes cap a vagons de bestiar que els transporten cap a la seva llunyana destinació. Una operació similar és realitzada en el mateix moment a Estònia. Aquesta batuda crea un clima de terror i al final de l'any 1950 226.000 grangers han unit les seves explotacions col·lectives. La productivitat agrícola cau fortament: el nivell de producció d'abans de guerra no es restableix més que al començament dels anys 1960.

### Industrialització
Les autoritats soviètiques endeguen a Letònia, com en la resta de la Unió Soviètica, una política d'industrialització a marxes forçades, els plans de la qual són elaborats per l'organisme de planificació soviètica a Moscou: diverses fàbriques gegants són creades sobre el territori letó: fibra de vidre a Valmiera, fibres químiques a Daugavpils, plàstics a Olaine, teixits a Ogre, …; Aquestes instal·lacions requereixen una gran quantitat d'energia de la qual Letònia no disposa. Es construeix, per tant, una presa a Pluvinas el 1960, un poc més amunt de Riga. La inauguració de la Central nuclear d'Ignalina a Lituània que alimenta les repúbliques veïnes comporta la detenció de diversos altres projectes de centrals hidroelèctrics. Aquestes instal·lacions industrials i la construcció de les infraestructures que elles requereixen, comporta una afluència de mà d'obra russòfona. Malgrat les disfuncions del sistema, Letònia té un paper desproporcionat respecte a la seva mida (0,9% de la població de la Unió Soviètica) en el total econòmic soviètic : la indústria letona proveeix totes les locomotores elèctriques i dièsel de la Unió soviètica, el 43% de les instal·lacions de tràfic, 24% dels refrigeradors, 21% dels aparells de ràdio i 20% dels tramvies.

### La russificació

Bandera de la república socialista soviètica de Letònia

A la mort de Ióssif Stalin el març de 1953, Lavrenti Béria, hereu potencial, afavoreix el desenvolupament del nacionalisme local: es fomenta l'ensenyament del letó i la taxa de dirigents d'origen local al si del partit comunista letó augmenta. La presa del poder per part de Khrusxov no qüestiona aquesta orientació. El vicepresident letó Eduard Berklavs i el segon secretari del partit Vilis Krumins, són els més actius en aquesta nova via. Per raó de l'absència de mà d'obra disponible i els problemes d'allotjament, se suspèn la instal·lació de noves indústries pesants planificada per Moscoua. El domini del letó és exigit a tots els residents permanents al cap de dos anys de presència sobre el sòl letó. Els dirigents d'empresa incompetents han de ser acomidats immediatament, la qual cosa apunta sobretot als no letons que parasiten les empreses locals.
El 1959, Moscou decideix de reprendre el control de la direcció local. Els dirigents més compromesos amb el nacional-comunisme són reemplaçats i les mesures preses per aquests són anul·lades. En reacció al nacional-comunisme, es decideix la russificació dels pobles al·lògens. Mitjançant una purga política i administrativa, Nikita Khrusxov reemplaça més de 2.000 letons influents per russos o per «Latovitxi» (letons que havien tingut una educació soviètica i no parlaven el letó). Després d'aquesta purga, el nou Primer secretari de la República Socialista Soviètica de Letònia, Arvīds Pelše i el seu successor Augusts Voss duen a terme una política de russificació que arriba fins i tot a prohibir entonar cançons populars. El bilingüisme rus/letó és imposat, i totes les escoles que ensenyen en altres llengües són tancades. Es duu a terme així una política de russificació i es creen nombrosos obstacles administratius per a la utilització de la llengua letona. La llengua letona perd el seu estatut oficial. La immigració russa es reprèn. El nombre de russòfons, que havia passat de 168.000 (10,6% del total) el 1935 a 556.000 (26,6% del total) el 1959 atenyerà 906.000 el 1989, o sigui 34% de la població. En els anys 1980 els letons no representen més que un 30% de la població de les principals ciutats, sobretot a Riga.

### La Revolució Cantant (1985-1991)
Després dels Acords de Hèlsinki de 1975, signats per l'URSS, que garanteixen teòricament les llibertats fonamentals dels ciutadans dels països signataris, s'observa una recuperació prudent del moviment nacional letó. El 1978, una crida bàltica llançada per alguns intel·lectuals, que són immediatament tancats en asils psiquiàtrics, reclama el dret a l'autodeterminació. El 1985, Mikhaïl Gorbatxov arriba al poder a l'URSS. Trencant amb els seus predecessors, aposta per un programa de transparència (glàsnost) per intentar reconstruir una economia (perestroika) soviètica cada vegada més sinistrada. Els moviments independentistes aprofiten ràpidament aquesta oportunitat i s'assisteix a un renaixement del nacionalisme letó. La primera reivindicació s'ocupa de l'estatut de la llengua letona, cada vegada més amenaçada pel rus. Es creen organitzacions polítiques contestatàries, sota el paraigües de la defensa de la naturalesa. Obtenen el 1986 l'aturada dels projectes de central elèctrica sobre el Daugavà i de la construcció d'un metro a Riga, amb la qual cosa demostren Moscou ha adoptat una posició més oberta. El 1987, el grup Helsinki-86 organitza una manifestació que aplega alguns milers de persones als peus del Monument de la Llibertat per commemorar les deportacions efectuades pels soviètics el 1940. És la primera manifestació pública contra el règim des del començament de l'ocupació soviètica. El 23 d'agost del mateix any una nova manifestació, en la data de l'aniversari del pacte germano-soviètic, aplega 10.000 persones sense que les autoritats locals no reaccionin. Finalment aquestes efectuen algunes detencions tot qüestionant els serveis secrets americans. Però la discussió pren amplitud. Una manifestació en la data de l'aniversari de la independència, el 18 de novembre de 1987, que havia prohibit el règim, és violentament reprimida.
Al començament de l'any 1988 el moviment contestari a Letònia és cada vegada més patent. En el transcurs d'una gran manifestació organitzada el 13 de juliol de 1988, es branda la bandera de la independència letona és per primera vegada blandat i la multitud entona l'himne nacional. La història nacional, assumpte prohibit i desterrat dels llibres d'història, és de nou evocada. Es creen nous partits: el Front Popular de Letònia que federa diversos moviments ecològics i nacionalistes és fundat el 8 d'octubre de 1988. Els més radicals dels nacionalistes es reagrupen al si del Moviment per la Independència Nacional de Letònia (LNNK) i exigeixen la tornada a la independència basant la seva reivindicació en la il·legalitat de l'annexió de 1940 enfront del dret internacional, atès que la majoria dels Estats ni tan sols havien reconegut aquesta annexió. L'11 de novembre de 1988 una manifestació reuneix a Riga 200.000 persones, o sigui el 10% de la població del país. La Unió dels escriptors de Letònia esdevé un dels motors de les reivindicacions nacionals: demana la sobirania nacional en el si de l'URSS, el reconeixement de la seva cultura i de la seva llengua així com la llibertat de viatjar. El partit comunista letó està dividit sobre la conducta a mantenir: finalment s'arriba a un consens sobre un règim que ofereixi més llibertat amb una descentralització econòmica a imatge i semblança de la posició adoptada pel partit comunista estonià. El gener de 1989, els russòfons i alguns letons, animats i recolzats pels serveis secrets russos, creen el Front Internacionalista o Interfront que s'oposa a les reformes i vol prohibir el règim en lloc.
El 23 d'agost de 1989, data de l'aniversari del pacte germano-soviètic, prenent com a base una idea llançada pel comunista reformador estonià Edgar Savisaar, d'un a dos milions de persones es donen la mà per formar una cadena humana quasi continua a través dels tres països bàltics de Tallinn a Vílnius, la Via Bàltica, per demanar la independència dels seus països. L'esdeveniment, que es beneficia d'una cobertura mediàtica mundial, interpel·la els dirigents occidentals, fins aleshores reticents a donar suport al moviment d'independència, i referma la resolució dels bàltics. A Letònia, algunes personalitats aïllades exigeixen la tornada a la independència però Gorbatxov denuncia una deriva hipernacionalista. El 9 de novembre de 1989, es produeix la Caiguda del mur de Berlín. El contingut de les clàusules secretes del Pacte germano-soviètic és descobert pel Soviet Suprem de l'Urss el 24 de desembre de 1989. A la primavera de 1990 tenen lloc, per primera vegada, eleccions veritablement lliures: el Front Popular de Letònia aconsegueix 170 diputats, d'un total de 220. Donat el suport obtingut en aquest escrutini, el Soviet Suprem de la República socialista soviètica de Letònia decideix el 4 de maig de 1990 la restauració de la independència de Letònia després d'un període de transició, la durada del qual resta per determinar. Però Moscou es nega a acceptar la política de fets consumats, ja que Letònia constitueix un territori estratègic. El 20 de gener de 1991 els carros russos penetren a Riga però la població baixa al carrer per protegir els edificis públics aixecant barricades. Diversos letons són morts però els tancs es veuen obligats a retirar-se. S'organitza un referèndum a principis de març del 1991 per determinar la independència. Els partidaris de la independència assoleixen el 73,6% dels vots, amb una participació de 87,6%. Tenint en compte la composició de la població, una bona part dels russòfons, que confien en els nacionalistes letons i aspiren a una societat democràtica, hi són favorables. El cop d'estat avortat del 19 d'agost de 1991 dut a terme a Moscou pels durs del règim soviètic contra Gorbatxov, permet a Letònia salvar l'últim pas: Anatolijs Gorbunovs, president del parlament letó, declara la fi del període transitori i la restauració de la República d'abans de guerra i de la constitució de 1922. El 25 d'agost, Rússia reprèn la seva independència i la Unió soviètica és dissolta.

## La nova independència (a partir de 1991)

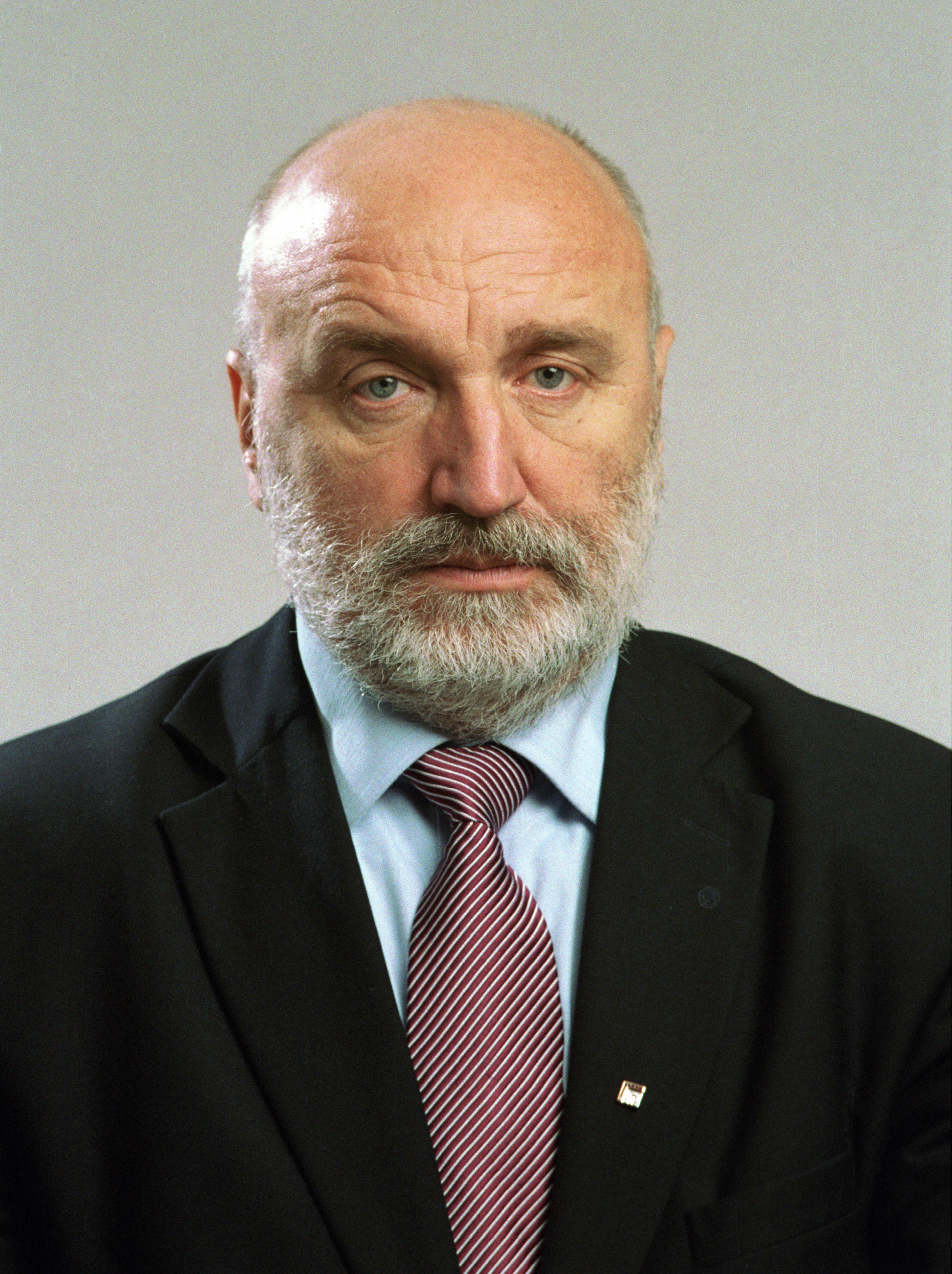
Ivars Godmanis, primer ministre de Letònia de 1990 a 1993, va dirigir el procés cap a la independència.

Taxa de creixement del PNB letó de 1996 a 2006

### L'arribada del nou règim
La tria de la constitució del nou Estat és objecte de debats molt vius. Finalment la constitució de 1922 és restaurada tot mantenint certes disposicions de la constitució soviètica de 1977. Com a concessió a l'esfera d'influència nacionalista més dura, sols les persones presents sobre el sòl letó abans de 1940 o els seus descendents són autoritzades a participar en les eleccions nacionals. Aquesta disposició exclou la majoria dels russòfons, o sigui prop d'un terç de la població. Des dels primers dies de la independència, el partit comunista letó, que s'havia oposat a la implantació del nou Estat, és prohibit i el seu dirigent, Alfreds Rubiks, és detingut. La sortida de les tropes russes del sòl letó constitueix un dels primers objectius del nou govern: de resultes de negociacions els últims soldats evacuen el territori el 31 d'agost del 1994. El 6 i 7 de juny de 1993 tenen lloc les primeres eleccions lliures des del començament de l'ocupació soviètica. El nou president, Guntis Ulmanis, nebot del president de la primera república, es recolza en una majoria centrista i prossegueix la política pro-occidental i reformista del seu predecessor. Però la crispació es fa sentir i es materialitza en les eleccions de 1995 per una bipolarització de la vida política amb la constitució d'un bloc de partits hipernacionalistes, que obtenen la meitat dels diputats. No obstant això, el nou govern aplega una àmplia coalició dirigida per Andris Šķēle, president sense afiliació partidària, que porta a terme una política de rigor econòmic i d'acostament amb la Unió Europea. Les privatitzacions es duen a terme amb vigor mentre que l'economia coneix un creixement ràpid. Aquesta política és continuada pel govern procedent de les eleccions legislatives de 1998. L'economia del país difícilment és afectada per la crisi financera de Rússia, que continua sent en aquesta època un soci comercial important per a Letònia. El juliol de 1999 el parlament tria una presidenta procedent de la diàspora letona Vaira Vīķe-Freiberga.
El 1992, Letònia es converteix en membre de l'FMI i 1994, s'adhereix a l'Associació per a la Pau de l'OTAN, així com un acord de lliure canvi amb la Unió Europea. El 10 de desembre de 1999, Letònia comença negociacions d'adhesió a la Unió Europea, que s'acaben el 13 de desembre de 2002. El 16 d'abril de 2003, Letònia signa el Tractat d'Adhesió a la Unió. El 20 de juny de 2003, Vīķe-Freiberga és escollida de nou presidenta de Letònia. El 20 de setembre de 2003, els letons aproven l'adhesió a la Unió Europea per referèndum amb un 67% amb una participació del 72,5%. El 2 d'abril de 2004, Letònia s'adhereix a l'OTAN i el 1r de maig del 2004, Letònia arriba a la Unió Europea. El 31 de maig de 2007, el parlament escull Valdis Zatlers, president de la república, per succeir a Vīķe-Freiberga. El 21 de desembre de 2007, Letònia entra en l'Espai Schengen.

### La gestió de la «minoria» russòfona
El 1989 en vigílies de la independència, els letons de soca-rel no representen més que un 52% de la població del país. En la franja d'edat dels actius més dinàmics (19 a 44 anys) els autòctons (els «titulars») són fins i tot minoritaris. Els russòfons (russos, ucraïnesos i belarussos) representen llavors el 41,9% de la població. Aquests últims es troben concentrats a les ciutats on són àmpliament majoritaris incloent-hi a Riga, un 37% dels habitants de la qual són de llengua materna letona. Una petita fracció de la població russòfona, la implantació de la qual a Letònia es remunta a un o diversos segles, es troba ben integrada; però la majoria, arribada en el marc de la industrialització soviètica, té poc de contacte amb la població de soca-rel i no parla el letó. A les ciutats el rus és la llengua utilitzada per defecte, incloent-hi els letons, que la dominen generalment bé, fins i tot quan per raons de reglamentació, la retolació es fa de manera única en letó. Moltes empreses funcionen amb un personal exclusivament russòfon i recorren a traductors per als seus contactes amb els letons de soca-rel. Els russòfon ocupen les municipalitats de les grans ciutats. En els anys posteriors al retorn de la independència, la proporció dels letons ha crescut tanmateix de manera significativa, i ja el 2005 representaven el 58,8% de la població total. Aquesta evolució s'explica per la sortida d'un cert nombre de russòfons després de la independència i, de manera més marginal, per la tornada d'una part de la diàspora letona. Letònia es troba, d'altra banda, confrontada a una emigració molt important cap a l'estranger de la seva població activa (més de 50.000 persones l'any 2005) i una natalitat molt feble que contribueix a fer caure molt ràpidament la població total, que va passar de 2,67 a 2,3 milions d'habitants entre 1989 i 2005. Aquesta baixada inclou tanmateix la sortida dels russòfons.
De tots els països bàltics, Letònia és aquell on el pes de la minoria russòfona és més important, a conseqüència del paper industrial clau que el país ha jugat en els temps de la Unió soviètica. Com a Estònia, els dirigents letons, sota la pressió dels nacionalistes més extremistes, han optat per una reglamentació que comporta que l'adquisició de la ciutadania letona sigui relativament difícil d'obtenir: per esdevenir ciutadà letó, el postulant ha de provar que domina la llengua letona, coneix la història de Letònia i coneix en profunditat els principis de la Constitució letona. L'accés a la ciutadania no es pot fer més que en intèrvals de temps molt precisos, que es fixen en funció de la data de naixement del postulant. Tenint en compte aquests criteris d'accés, un 60% dels russòfons no poden accedir a la ciutadania letona.
|            | 1935    | 1935        | 1959    | 1959        | 1970    | 1970        | 1979    | 1979        | 1989    | 1989        | 2000    | 2000        | 2005    | 2005        | 2010    | 2010        |
| ---------- | ------- | ----------- | ------- | ----------- | ------- | ----------- | ------- | ----------- | ------- | ----------- | ------- | ----------- | ------- | ----------- | ------- | ----------- |
| Origen     | Nombre  | Percentatge | Nombre  | Percentatge | Nombre  | Percentatge | Nombre  | Percentatge | Nombre  | Percentatge | Nombre  | Percentatge | Nombre  | Percentatge | Nombre  | Percentatge |
| Letons     | 1.467,0 | 77,0        | 1.297,9 | 62,0        | 1.341,8 | 56,8        | 1.344,1 | 54,0        | 1.387,8 | 52,0        | 1.370,7 | 57,7        | 1.357,1 | 58,8        | 1.338,6 | 59,4        |
| Russos     | 168,3   | 8,8         | 556,4   | 26,6        | 704,6   | 29,8        | 821,5   | 32,8        | 905,5   | 34,0        | 703,2   | 29,6        | 669,7   | 28,6        | 621,7   | 27,6        |
| Jueus      | 93,4    | 4,9         | 36,6    | 1,7         | 36,7    | 1,6         | 28,3    | 1,1         | 22,9    | 0,9         | 10,3    | 0,4         | 9,9     | 0,4         | 9,7     | 0,4         |
| Alemanys   | 62,1    | 3,3         | 1,6     | 0,1         | 5,4     | 0,2         | 3,3     | 0,1         | 3,8     | 0,1         | 3,5     | 0,1         | 3,9     | 0,2         | 4,5     | 0,2         |
| Polonesos  | 48,6    | 2,6         | 59,8    | 2,9         | 63,0    | 2,7         | 62,7    | 2,5         | 60,4    | 2,3         | 59,5    | 2,5         | 56,5    | 2,5         | 52,4    | 2,3         |
| Belarús    | 26,8    | 1,4         | 61,6    | 2,9         | 94,7    | 4,0         | 111,5   | 4,5         | 119,7   | 4,5         | 97,1    | 4,0         | 88,3    | 3,8         | 80,5    | 3,6         |
| Lituans    | 22,8    | 1,2         | 32,4    | 1,5         | 40,6    | 1,7         | 37,8    | 1,5         | 34,6    | 1,3         | 33,4    | 1,4         | 31,7    | 1,4         | 29,9    | 1,3         |
| Estonians  | 6,9     | 0,4         | 4,6     | 0,2         | 4,3     | 0,2         | 3,7     | 0,1         | 3,3     | 0,1         | 2,6     | 0,1         | 2,5     | 0,1         | 2,4     | 0,1         |
| Gitanos    | 3,8     | 0,2         | 4,3     | 0,2         | 5,4     | 0,2         | 6,1     | 0,2         | 7,0     | 0,3         | 8,2     | 0,3         | 8,5     | 0,4         | 8,5     | 0,4         |
| Ucraïnesos | 1,8     | 0,1         | 29,4    | 1,4         | 53,5    | 2,3         | 66,7    | 2,7         | 92,1    | 3,4         | 63,6    | 2,7         | 59,0    | 2,6         | 55,7    | 2,5         |
| Altres     | 4,2     | 0,2         | 1,8     | 0,1         | 2,7     | 0,1         | 3,8     | 0,2         | 29,4    | 1,0         | 25,0    | 1,1         | 28,4    | 1,2         | 50,1    | 2,2         |
| Total      | 1.905,9 | 100,0       | 2.086,4 | 100,0       | 2.352,7 | 100,0       | 2.489,5 | 100,0       | 2.666,6 | 100,0       | 2.377,4 | 100,0       | 2.306,4 | 100,0       | 2.254,7 | 100,0       |

1. 1 2 3  Resultats del padró